# Friedhof der Dorotheenstädtischen und Friedrichswerderschen Gemeinden
Der Friedhof der Dorotheenstädtischen und Friedrichswerderschen Gemeinden (kurz: Dorotheenstädtischer Friedhof) liegt im Berliner Ortsteil Mitte des gleichnamigen Bezirks. Seine Fläche beträgt rund 1,7 Hektar. Der Zugang befindet sich in der Chausseestraße 126. Zahlreiche bedeutende und prominente Persönlichkeiten haben hier ihre letzte Ruhestätte gefunden. Durch die Gestaltung seiner Grabmäler ist der Friedhof auch ein wichtiges Zeugnis für die Berliner Grabmalkunst, besonders des 19. Jahrhunderts. Die Anlage steht vollständig unter Denkmalschutz.

## Geschichte

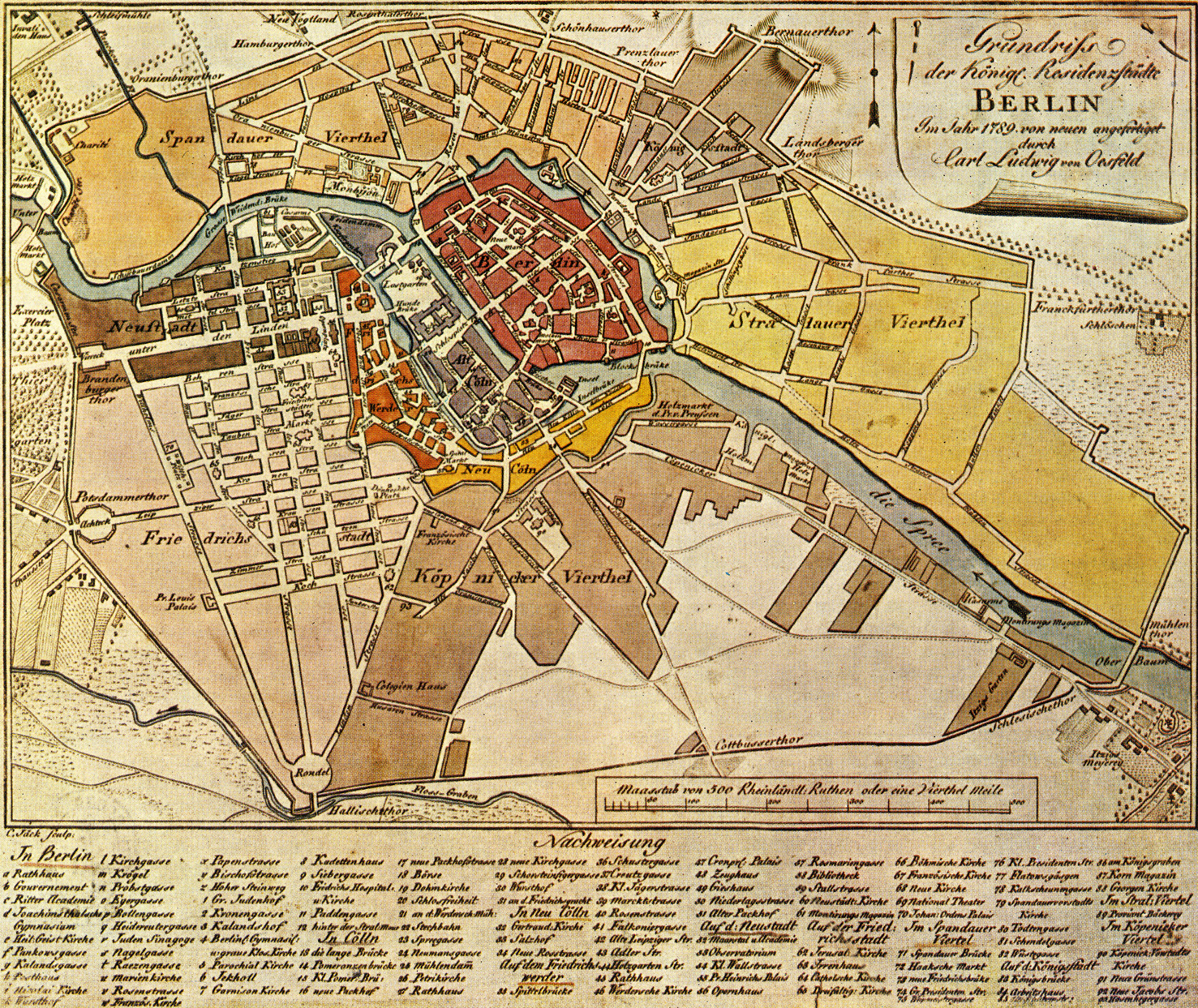
Karte von Berlin im Jahre 1789, das Oranienburger Tor oben links

In der zweiten Hälfte des 18. Jahrhunderts fehlte es in Berlin an ausreichendem Platz für Bestattungen. Die Einwohnerzahl wuchs, noch ungenutzte Flächen waren als Bauland gefragt. Überdies befürchtete die Stadtverwaltung, das Wohnen in unmittelbarer Nachbarschaft von Gräbern könnte den Ausbruch von Epidemien unterstützen. Daher stellte König Friedrich II., genannt Friedrich der Große, außerhalb der Zoll- und Akzisemauer geeignetes Gelände zur Verfügung, vor dem Oranienburger Tor entstanden mehrere Friedhöfe. Der Charité-Friedhof bestand dort bis 1856, der St. Hedwigs-Friedhof bis 1902. Der Französische Friedhof, 1780 für die Berliner Hugenotten unmittelbar neben dem Dorotheenstädtischen Friedhof angelegt, ist bis heute erhalten.

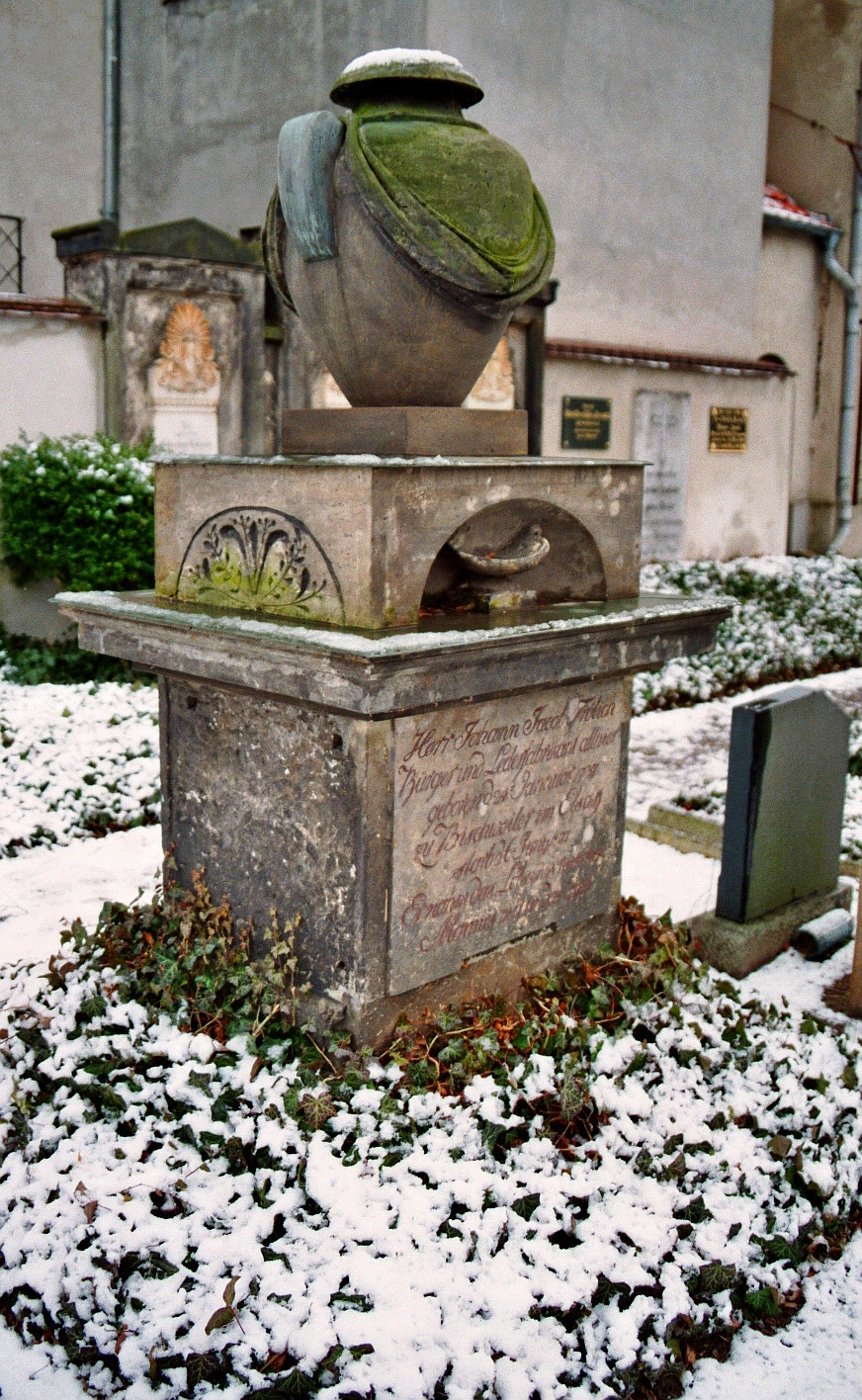
Ältestes Grabmal des Dorotheenstädtischen Friedhofs für Johann Jacob Frölich (1737–1807)

Der Dorotheenstädtische Friedhof selbst wurde 1762 gegründet, seit 1770 gab es dort Bestattungen. Dorothea, die zweite Frau des Großen Kurfürsten, hatte einst der nahe gelegenen Dorotheenstadt ihren Namen gegeben. Wie die Dorotheenstädtische Kirche wurde nun auch der zu dieser gehörige Friedhof indirekt nach ihr benannt. Zunächst war er hauptsächlich ein Begräbnisplatz einfacher, oft mittelloser Bürger. Allmählich änderte sich dieser Charakter. Auf dem Gebiet der beiden zugehörigen Kirchengemeinden, Dorotheenstadt und Friedrichswerder, lagen Institutionen wie die Akademie der Künste, die Singakademie, die Bauakademie, die Akademie der Wissenschaften und die Berliner Universität. Viele der dort Beschäftigten wohnten auch in diesem Stadtviertel. Die gesellschaftliche Bedeutung derjenigen, die auf dem Dorotheenstädtischen Friedhof bestattet wurden, nahm zu, es entstanden zunehmend aufwändig und künstlerisch anspruchsvoll gestaltete Grabmäler.
Zwischen 1814 und 1826 wurde der Friedhof mehrfach vergrößert. 1834 erwarben die Kirchengemeinden zusätzliches Land für Bestattungen in anderen Stadtteilen, die Dorotheenstädtische Gemeinde in Gesundbrunnen in der Liesenstraße (Dorotheenstädtischer Friedhof II an der Liesenstraße), die Friedrichswerdersche Gemeinde in der Bergmannstraße in Kreuzberg. Die Gemeinden wurden nach 1945 zusammengelegt, seit 1961 trägt die Friedrichswerdersche Gemeinde die Verantwortung für die gemeinsam genutzten Friedhöfe. Der alte Friedhof musste schon gegen Ende der 1860er Jahre wegen Überbelegung geschlossen werden; nach 1869 durften Bestattungen nur noch auf schon zuvor gekauften Grabstellen durchgeführt werden.

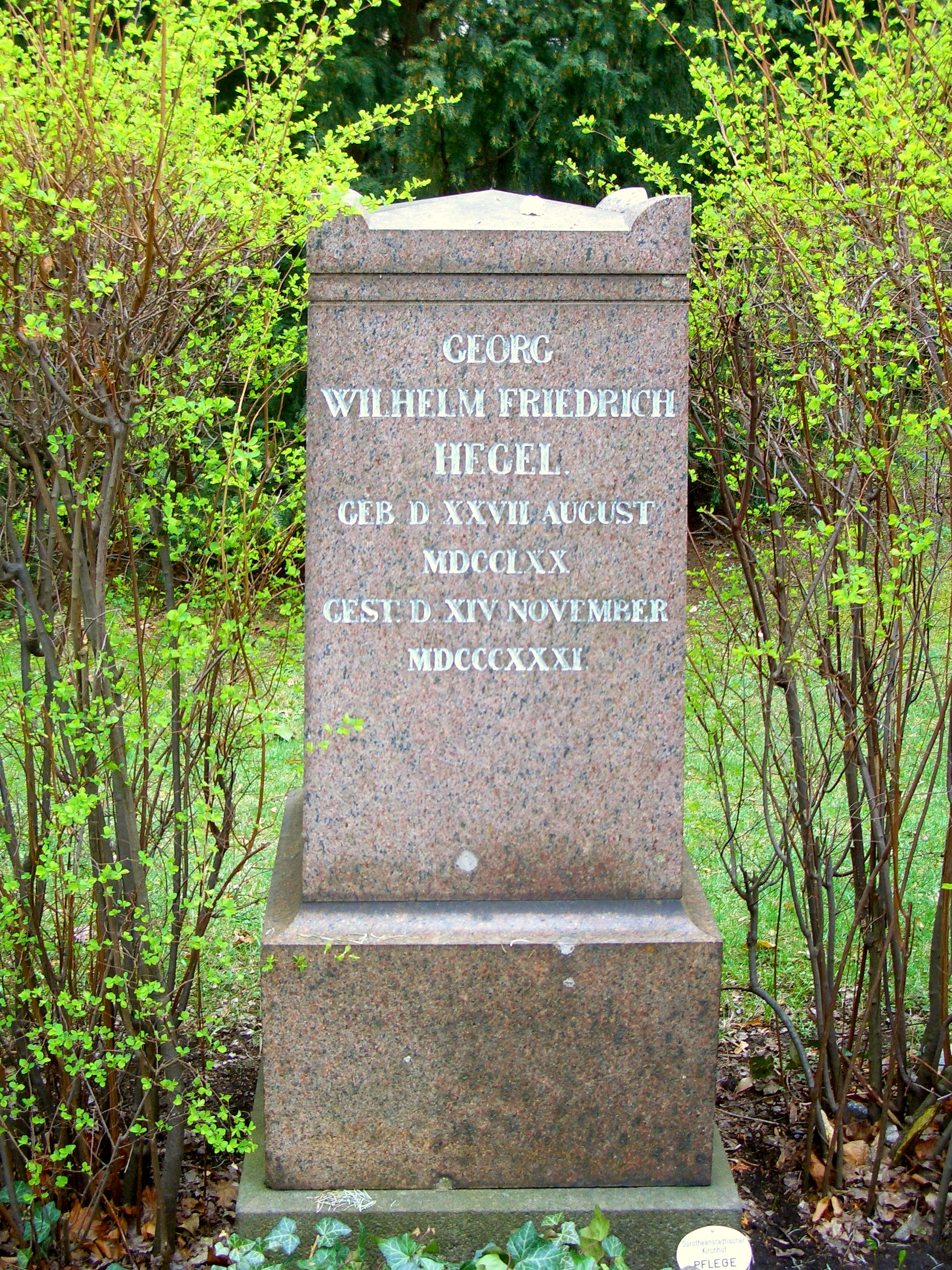
Grab von Georg Wilhelm Friedrich Hegel

In Zusammenhang mit der Verbreiterung der angrenzenden Hannoverschen Straße wurden 1889 Teile des Friedhofsgeländes verkauft, die dort gelegenen Grabstellen von Hegel, Fichte, Klenze und anderen zu ihren jetzigen Standorten verlagert. Später, nach Einführung der Feuerbestattung, erwies sich der Friedhof trotz der reduzierten Fläche als ausreichend groß, 1921 wurde er für neue Bestattungen freigegeben. Im Zweiten Weltkrieg erlitten die umliegenden Wohnviertel starke Zerstörungen, auch der Dorotheenstädtische Friedhof war betroffen. In den 1960er Jahren erwog der Ost-Berliner Magistrat seine Umwandlung in eine Grünanlage.

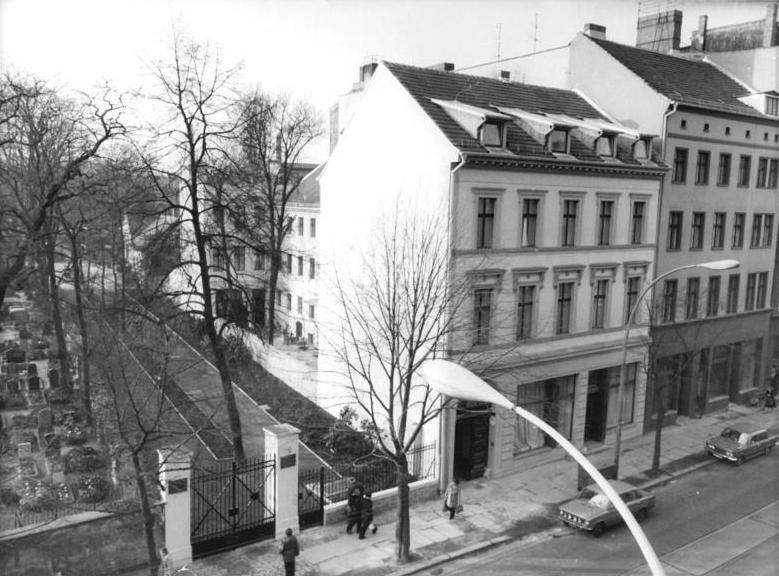
Eingang zum Friedhof, daneben das Brecht-Haus, 1978

## Denkmalpflege

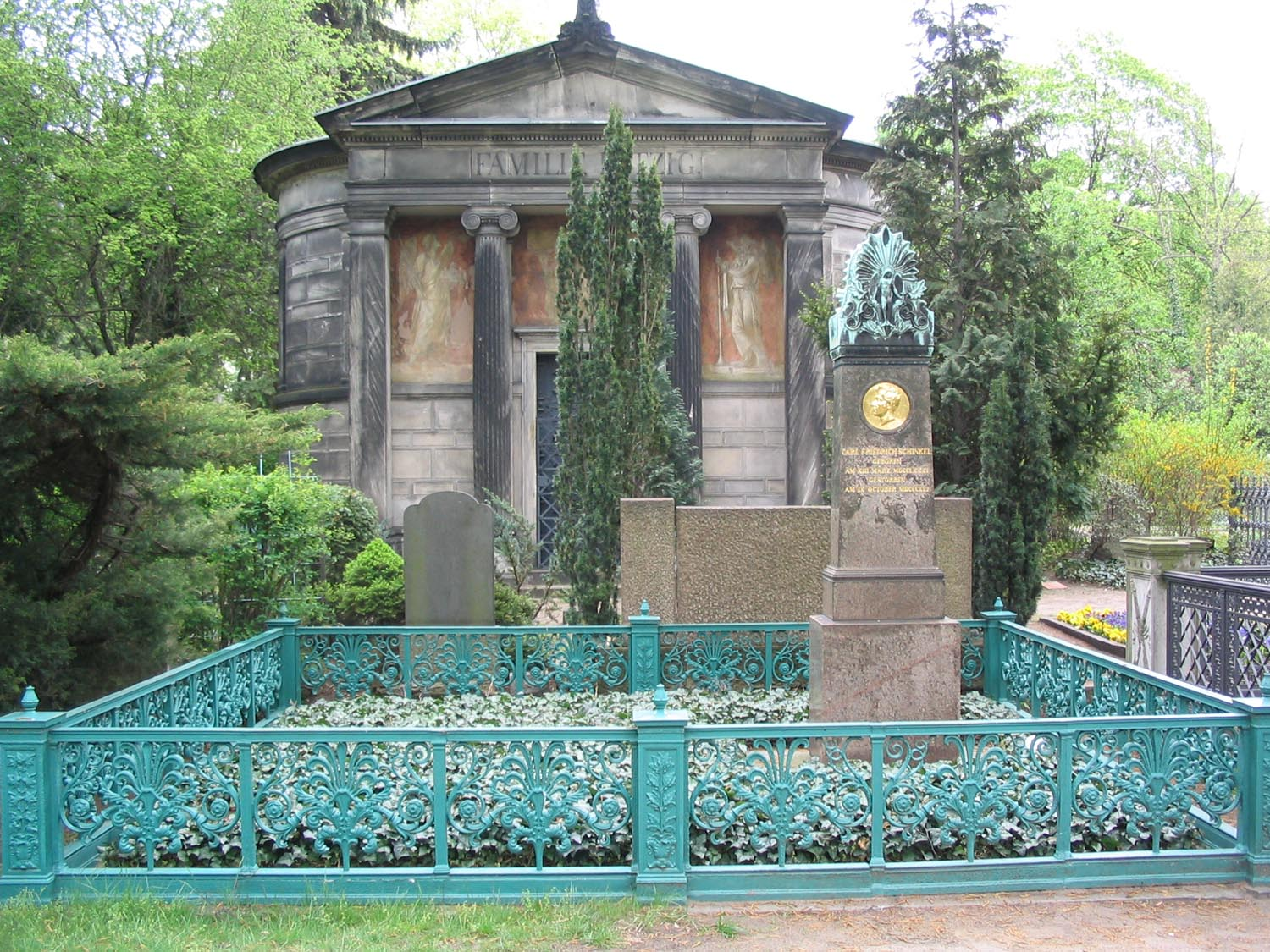
Grab von Karl Friedrich Schinkel, im Hintergrund das Mausoleum der Familie Hitzig

Insgesamt war die historische Substanz des Friedhofs immer wieder gefährdet. In schwierigen Zeiten – Krieg, Revolution oder Inflation – ereigneten sich mutwillige Zerstörungen, Eisen und Buntmetalle wurden gestohlen, Geldmangel und fehlendes Fachwissen verhinderten die sachgerechte Pflege. Zudem wurden in den 1930er Jahren verschiedene Grabmale zur Weiterverwertung an Steinmetzmeister verkauft.
Die öffentliche Denkmalpflege begann 1935 mit einer ersten Bestandsaufnahme. Seit 1983 steht der gesamte Friedhof unter Denkmalschutz. Zwischen 2000 und 2006 fanden umfangreiche denkmalgerechte Restaurierungsarbeiten an bisher 38 Gräbern statt. Restauriert wurden unter anderen die Gräber von Christian Daniel Rauch, Johann Heinrich Strack und Karl Friedrich Schinkel. Allein die Instandsetzung des Strack-Grabes, für die ein spezieller Marmor aus Italien benötigt wurde, kostete 250 000 Euro. Nächstes wichtiges Projekt, für 2007 vorgesehen, war das größte Mausoleum auf dem Friedhof, das Grabmal des Architekten und Schinkelschülers Friedrich Hitzig. Die hier noch erhaltenen Fresken gehören zu den letzten Beispielen dieser Art in Berlin und waren in kritischem Zustand. Für die Arbeit an weiteren Gräbern in den nächsten Jahren ist ein Gesamtbetrag von sechs Millionen Euro veranschlagt worden.

## Bau- und Kunstwerke

### Historischer gusseiserner und schmiedeeiserner Grabschmuck

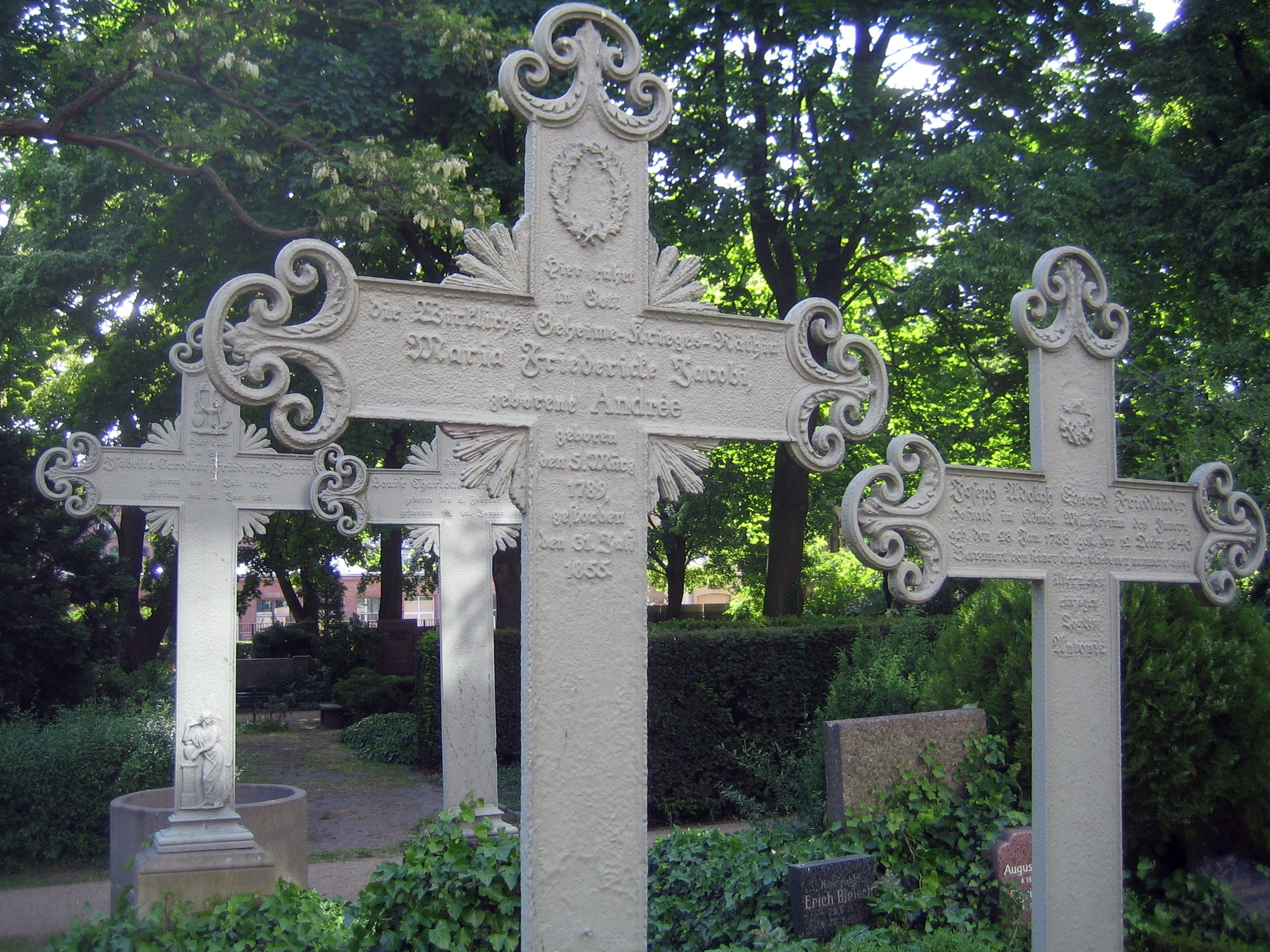
Gusseiserne Grabkreuze

Eisen war in der ersten Hälfte des 19. Jahrhunderts ein Werkstoff, der für künstlerische oder dekorative Aufgaben häufig verwendet wurde. In Preußen genoss es besondere Wertschätzung als vaterländisches Material, seit König Friedrich Wilhelm III. im März 1813 unter dem Motto Gold gab ich für Eisen zu einer Sammelaktion für die Ausrüstung der Freiheitskämpfer gegen Napoleon aufgerufen hatte. Die zahlreichen gusseisernen Kreuze, Figuren und Schmuckelemente auf dem Dorotheenstädtischen Friedhof – wie auch auf anderen preußischen Friedhöfen – stammten oft aus der 1804 gegründeten Königlichen Eisengießerei Berlin, deren Produkte als Fer de Berlin international bekannt waren. Die verbreitete Verwendung von Gusseisen als Kunstmaterial hielt bis zur Mitte des 19. Jahrhunderts an. 1874 stellte die Königliche Gießerei ihren Betrieb ein.
Es findet sich eine größere Anzahl gusseiserner Grabkreuze, häufig geschmückt mit christlichen Zeichen wie Flammendes Herz oder Anker, zudem eiserne Gedenktafeln, Berufsinsignien und symbolische Figuren. Herausragende Beispiele für diese Art der Gestaltung liefern die Grabstellen Jacobi und Pattri, vor allem aber das Eisengussdenkmal am Grab des Maschinenbauers und Mitbegründers der Freundschen Eisengießerei Charlottenburg Martin August Freund. Es handelt sich um einen nach attischem Vorbild gestalteten Lekythos, der ein Relief der Norne Skuld zeigt. Die Figur wurde nach Entwurf vom Bruder des Verstorbenen, Hermann Ernst Freund, in Kopenhagen gegossen, die Vase entstand in der Eisengießerei Gleiwitz.

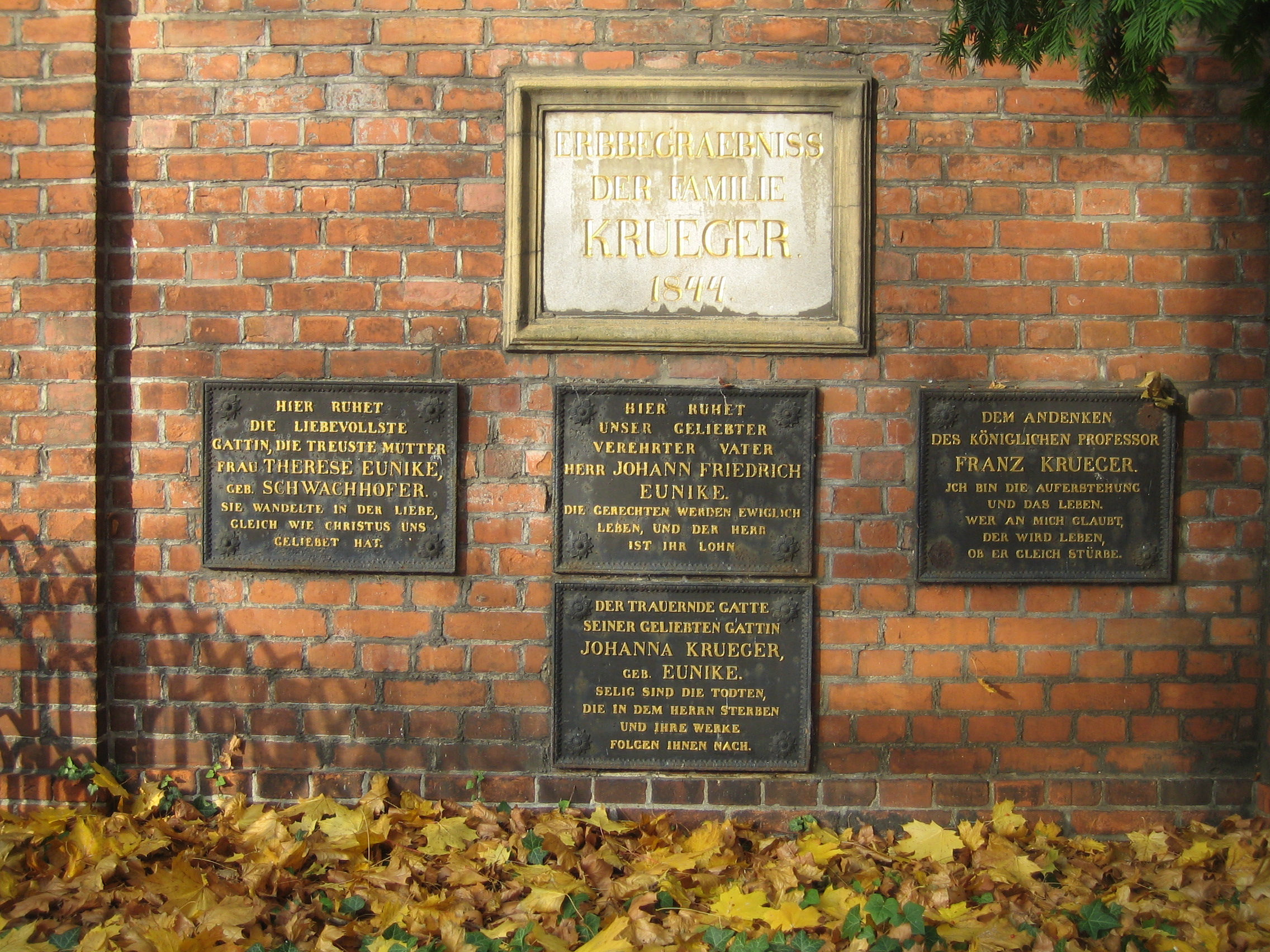
Familiengrab Krüger

Die einfachste Form des klassizistischen Grabmals repräsentiert das Familiengrab Krüger von 1844: eiserne Schrifttafeln, die in die Mauer eingelassen wurden. Hier ist auch der preußische Hofmaler Franz Krüger bestattet, der wegen seiner perfekten Tierdarstellungen den Beinamen Pferde-Krüger erhielt.

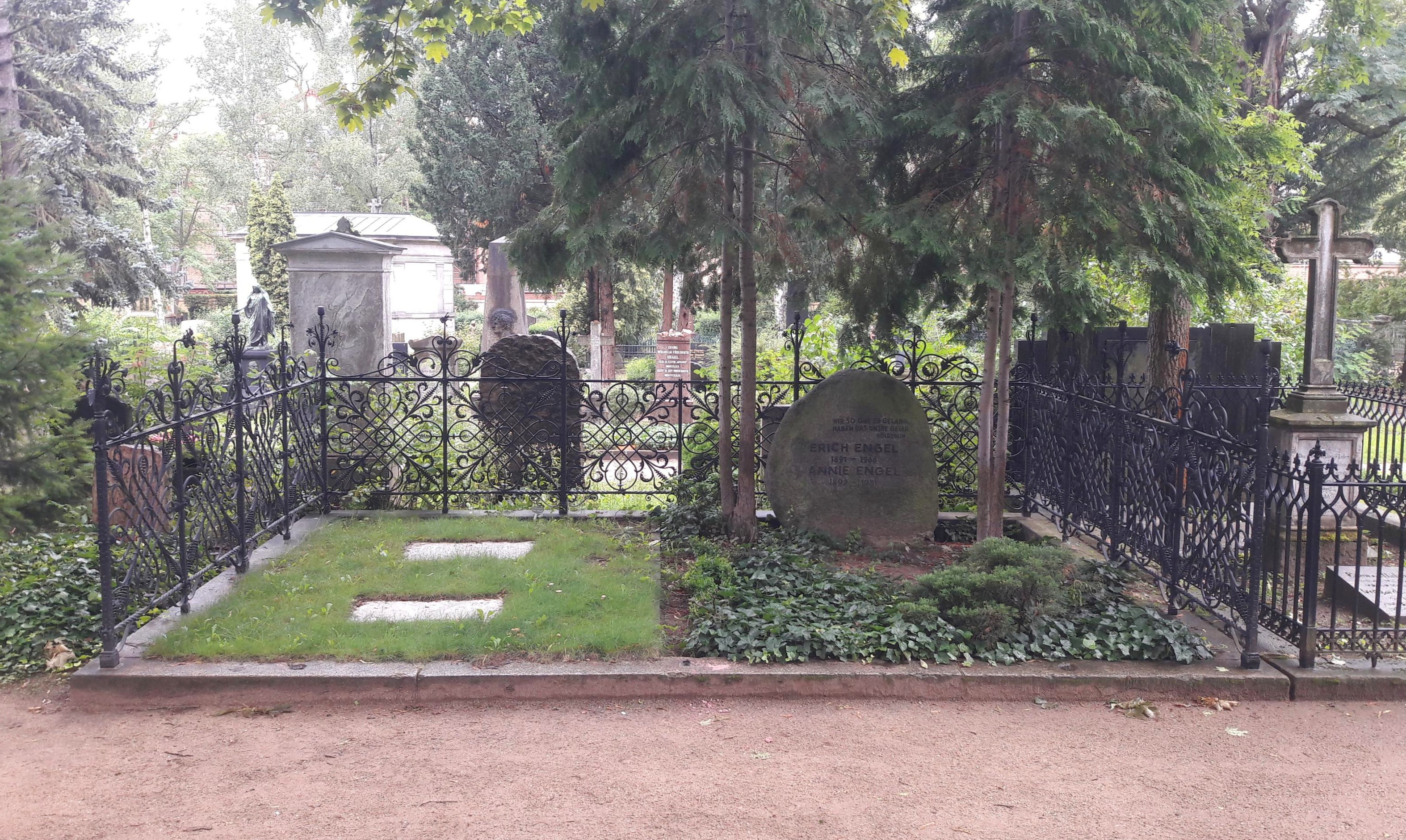
Schmiedeeisernes Gitter des ehemaligen Erbbegräbnisses des Kunstschmieds Eduard Puls

Eisengitter begrenzen viele der Grabstellen auf dem Dorotheenstädtischen Friedhof. Eine besonders fein gearbeitete schmiedeeiserne Grabeinfassung ist auf dem ehemaligen Erbbegräbnis des renommierten Berliner Kunstschmieds Eduard Puls (1840–1909) erhalten geblieben. Heute befinden sich hier die Familiengrabstellen des Komponisten Paul Dessau und des Regisseurs Erich Engel.

### Stelen, Obelisken und Wandgräber

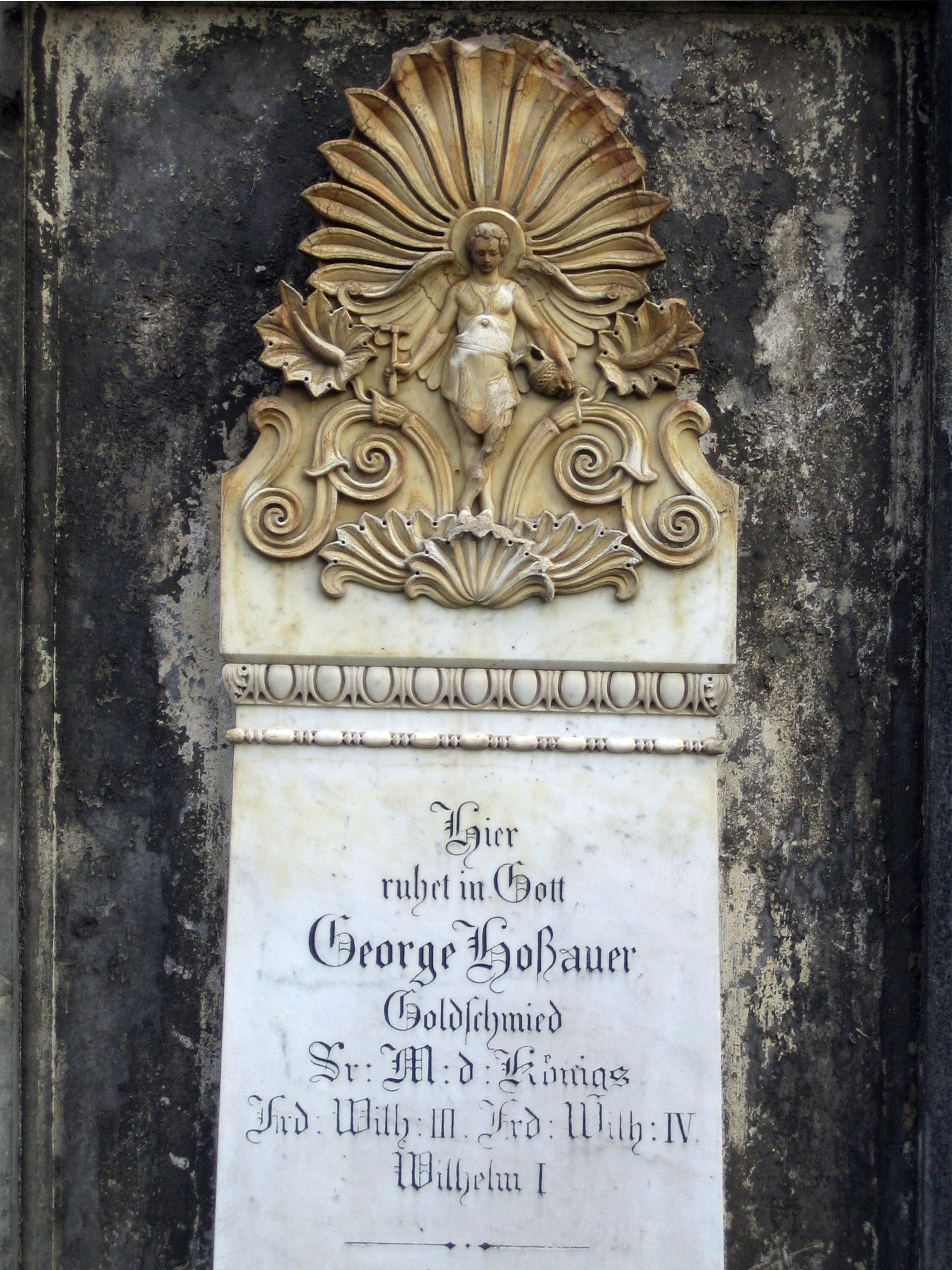
Grabstein für Johann George Hossauer

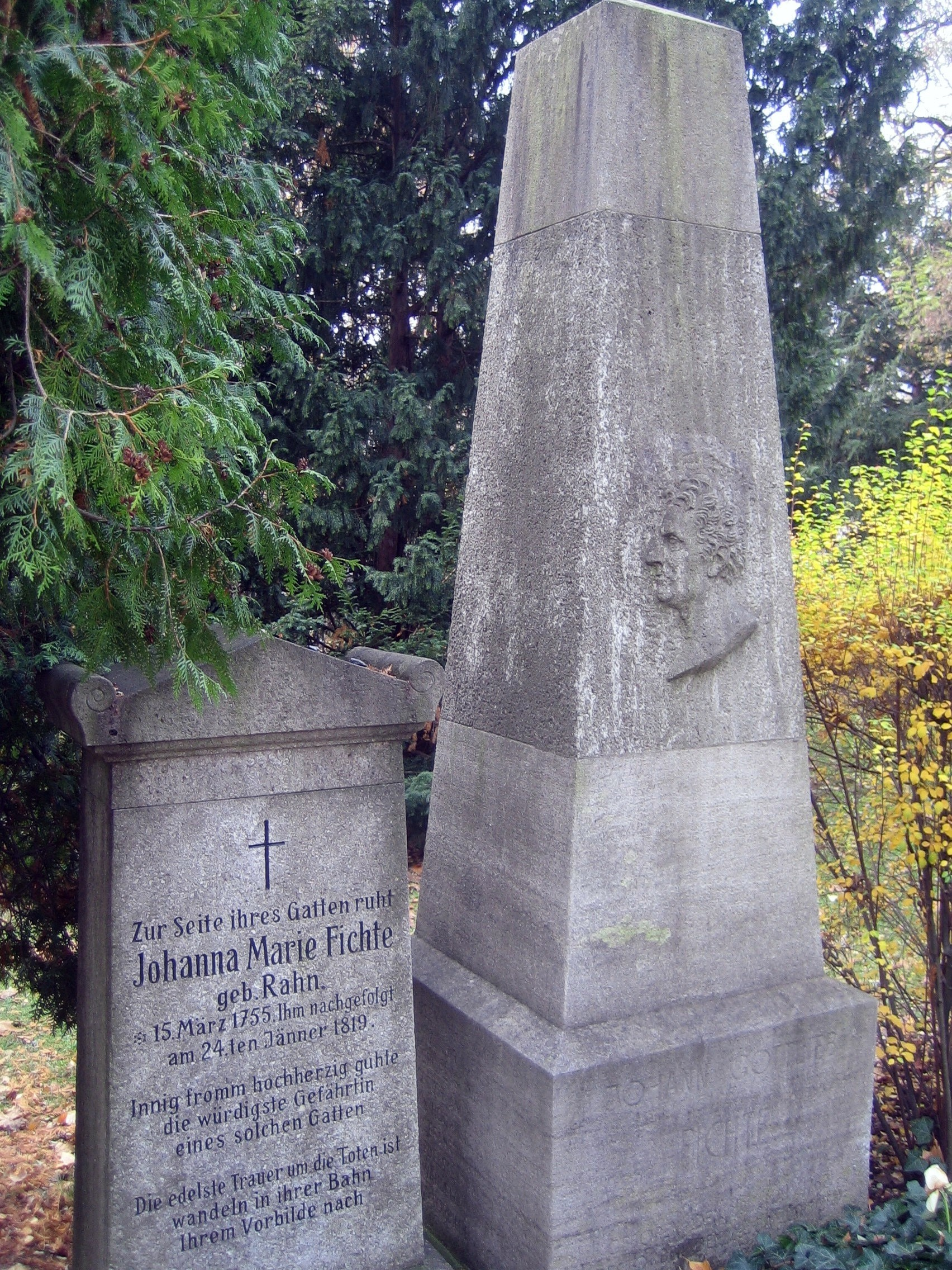
Grabstele von Johann Gottlieb Fichte und seiner Frau, zuerst aus Gusseisen, 1945 zerstört und 1950 durch eine Darstellung aus Sandstein ersetzt

Im Jahr 1821 zeichnete Karl Friedrich Schinkel Entwürfe für fünf verschiedene Formen von Stelen, die als Grabmale in Marmor oder Granit hergestellt werden konnten, dazu im Auftrag des Vereins für Gewerbefleiß in Preußen das Vorbild eines Grabmals, das als Bronzeguss ausgeführt werden sollte. Seine Entwürfe sind auf dem Dorotheenstädtischen Friedhof – aber auch anderswo auf Berliner Friedhöfen – in mehreren Varianten vertreten. Die Bekrönung jeder dieser Stelen besteht aus einem Palmetten-Akroterion (eigentlich eine Giebelverzierung an griechischen Tempeln) mit einer allegorischen Figur. Ein typisches Beispiel, hier mit drei Stelen vor vertieften rechteckigen Wandfeldern, liefert die Grabstätte des Goldschmieds George Hossauer und seiner Familie. Weitere Beispiele: die Gräber von Christian Peter Wilhelm Beuth, dem Vater der preußischen Industrie und von Schinkel selbst. Dessen Grabanlage wurde auf Anregung seines Freundes Beuth mit einer Stele nach Schinkels Entwurf ausgestattet. Übliche Stelenformen sind als Grabmale weiterer Persönlichkeiten wie Philipp Buttmann, Eduard Gans oder Friedrich Carl Rungenhagen vorhanden.
Auch die alte Denkmalsform des Obelisken findet sich auf dem Dorotheenstädtischen Friedhof. Vermutlich von Schinkel stammte der Entwurf eines hohen, gusseisernen Obelisken, der 1819 für das Grab des 1814 verstorbenen Philosophen Johann Gottlieb Fichte in der Königlichen Eisengießerei angefertigt wurde. Dieses Grabmal wurde 1945 zerstört. Seit 1950 steht an seiner Stelle ein niedrigerer Obelisk aus Muschelkalkstein bzw. aus Sandstein. Ein weiterer, aus Granit hergestellter Obelisk markiert das Grab des Philologen und Rektors der Berliner Universität August Boeckh, das ein Bildnismedaillon von Reinhold Begas trägt.
Die Beisetzung in Wandgräbern fand vor allem für größere Familien statt. Diese Form zeigt meist eine dreigeteilte Fassadenprojektion (Beispiel Grabstätte Bramer) oder als Triptychon im Stil der Neorenaissance (Beispiel Albert Dietrich Schadow).

### Sarkophage, kleine Tempel und Mausoleen
Auch die Nachbildung altrömischer Sarkophage ist auf diesem Friedhof zu sehen, wie die Grabstätte der Steinmetz- und Baumeisterfamilie Cantian zeigt. Als kleine Tempelanlagen nach griechischem Vorbild wurden unter anderem die Grabstätten von August Borsig, Johann Heinrich Strack oder Alexander Calandrelli ausgeführt. Schließlich wurden auch Mausoleen zu Ehren der Verstorbenen errichtet, von denen vor allem die Familie Hitzig nennenswert ist.

### Trauerhalle

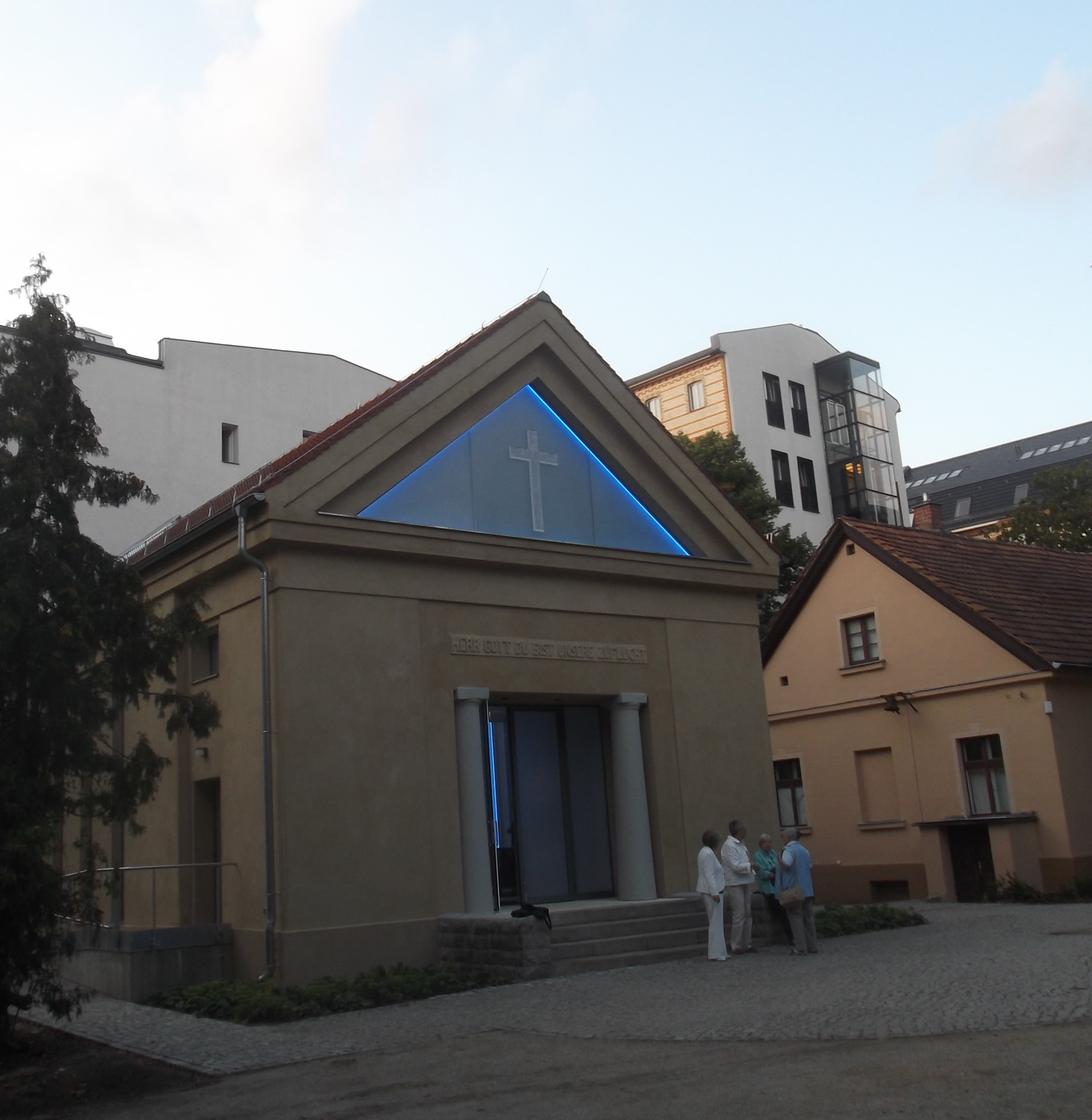
Von James Turrell gestaltete Trauerkapelle

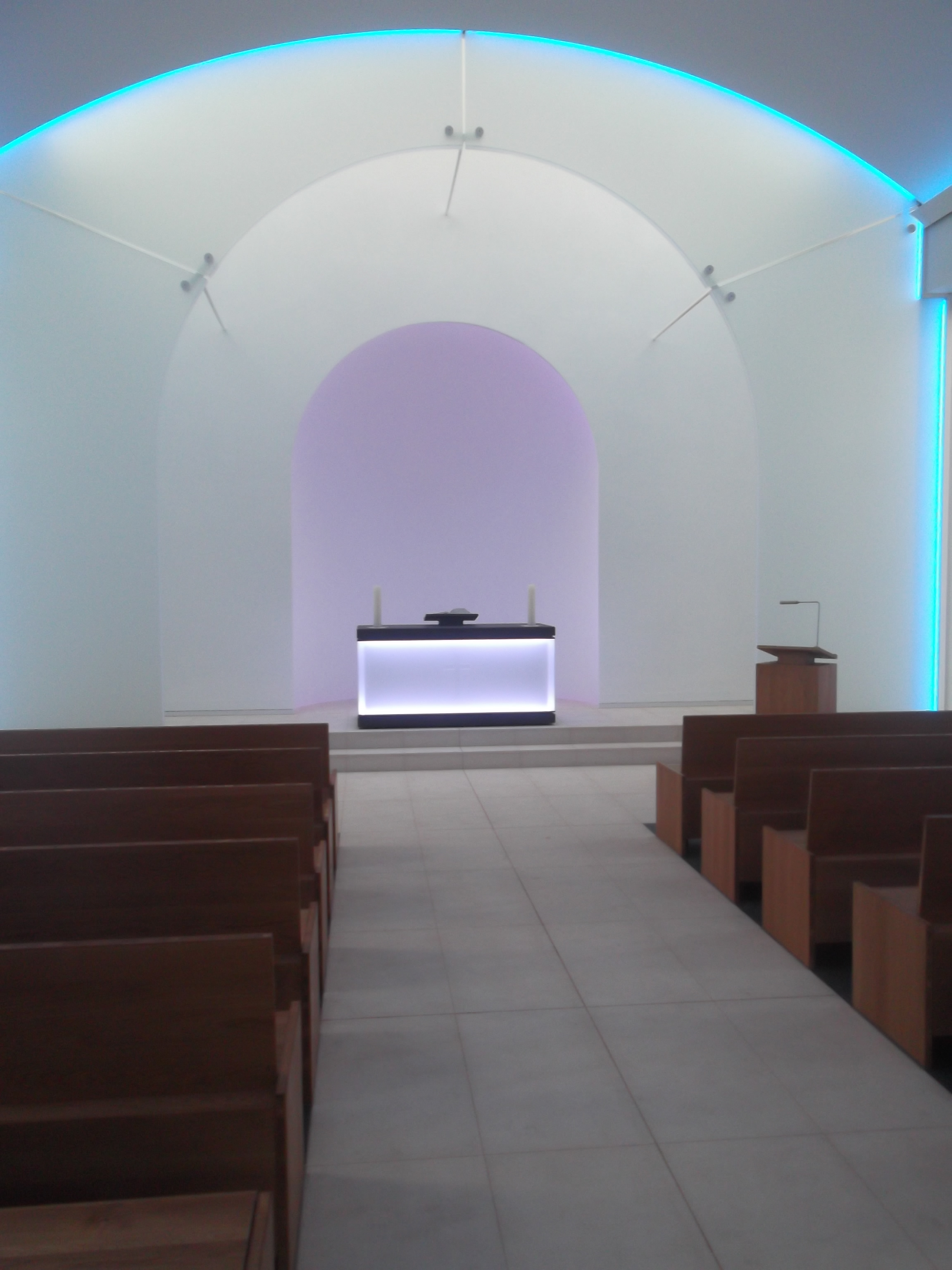
Trauerkapelle (innen)

Im Zugangsbereich des Friedhofs an der Chausseestraße steht auf der rechten Seite eine Friedhofskapelle aus dem Jahr 1928. Dieses kleine Bauwerk wurde nach 1990 umfassend restauriert und umgebaut und konnte am 8. Juli 2015 mit einem Gottesdienst, den Bischof Markus Dröge hielt, wieder eingeweiht werden. Zugleich wurde die vom US-amerikanischen Bildhauer und Lichtkünstler James Turrell installierte Lichtskulptur der Öffentlichkeit übergeben. In den Giebelfenstern, hinter den hohen schmalen Scheiben seitlich an der Fassade befinden sich großflächige LEDs, die mit wechselnden Farben arbeiten. Diese erstrahlen jeweils eine Stunde vor Sonnenuntergang und durchdringen den Gedenkraum im Inneren der Kapelle. In der Apsis und am Altar ist eine „schattenlos-trostspendende LED-Beleuchtung“ montiert. Im leicht aquarelligen Schein dieser Kunstinstallation finden seitdem auch Lesungen, Gedichtrezitationen und ähnliche Aktionen durch Freunde der auf diesem Gottesacker begrabenen Prominenten statt.

## Baumeister und Bildhauer des 19. Jahrhunderts

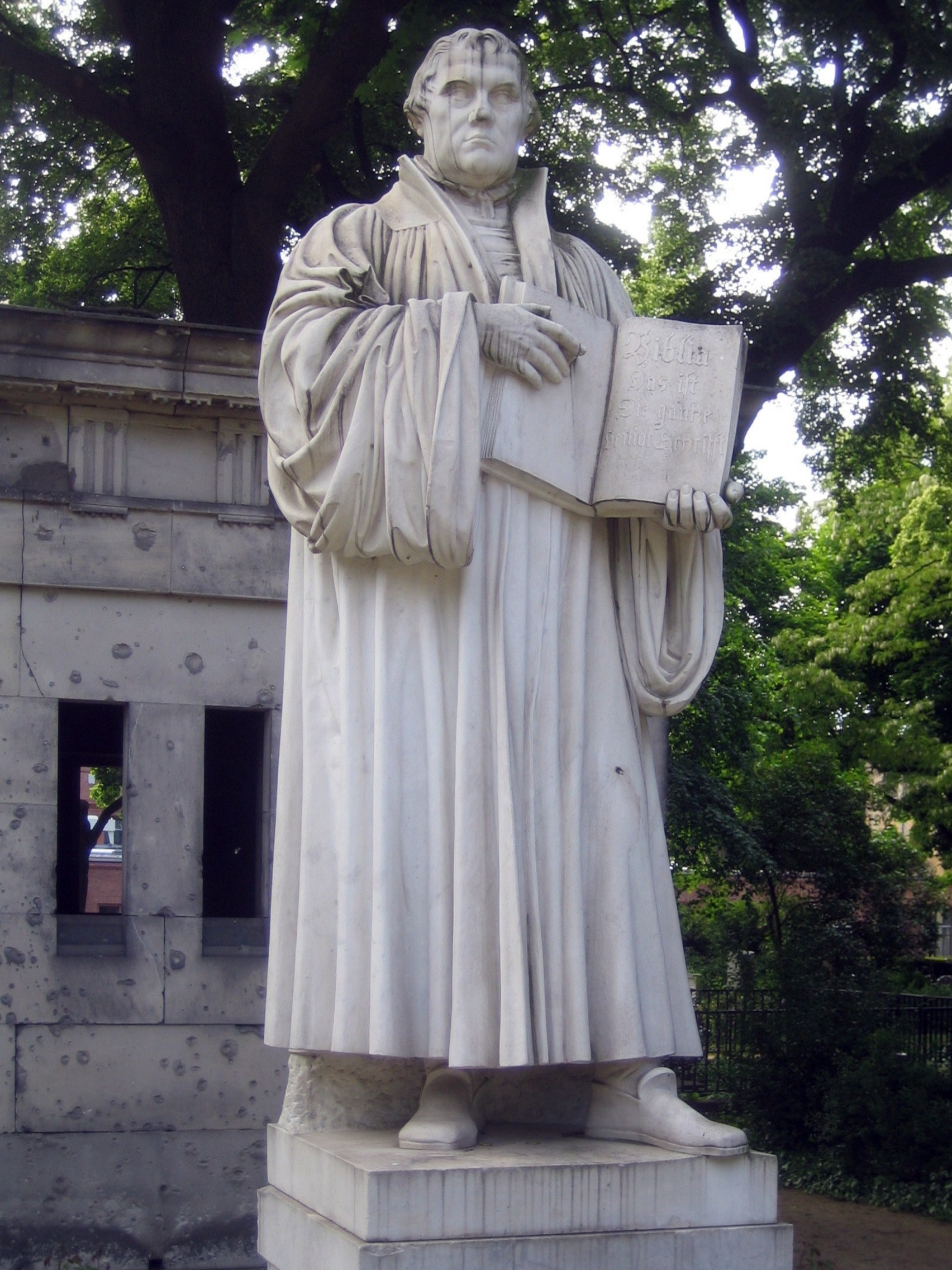
Martin-Luther-Statue nach Johann Gottfried Schadow

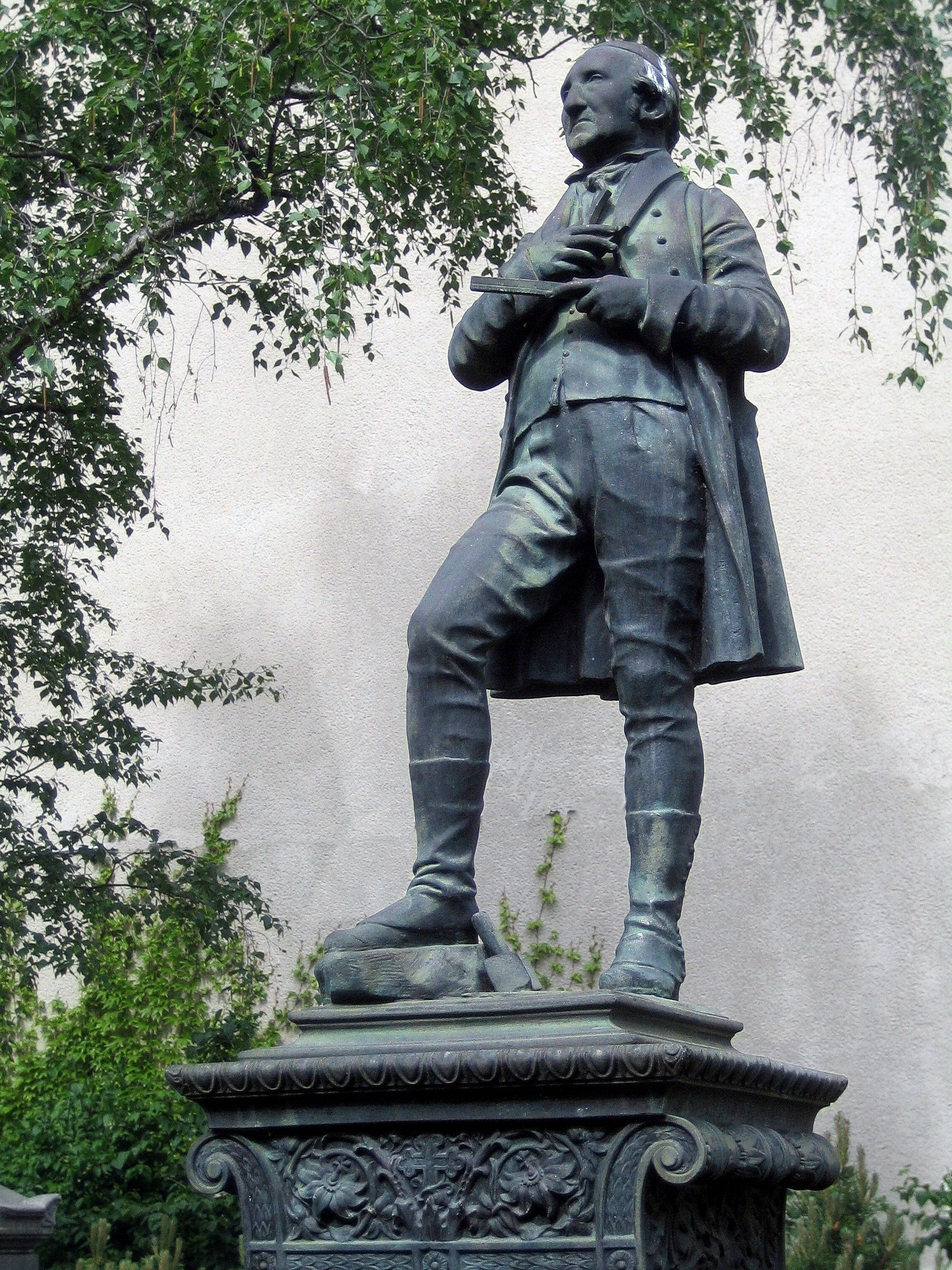
Statuette Johann Gottfried Schadows von Heinrich Kaehler

Berühmte Berliner Baumeister und Bildhauer des 19. Jahrhunderts sowie deren Schüler waren an den Grabausstattungen des Dorotheenstädtischen Friedhofs beteiligt und liegen zum Teil auch dort begraben. Der bedeutende Bildhauer Johann Gottfried Schadow entwarf die Grabstätten für seine zweite Frau und für sich selbst; sein Schüler Heinrich Kaehler hatte 1822 im Berliner Atelier eine Statuette des Meisters angefertigt, die 1851 auf dessen Grab aufgestellt wurde.
Am Ende des Zugangswegs zum Friedhof steht seit 1975 eine Lutherstatue – die von Ernst Waegner geschaffene Kopie einer Arbeit von Schadow, die dieser ursprünglich 1821 für den Marktplatz in Wittenberg geschaffen hatte. Die 2,20 Meter hohe Marmorkopie von Ernst Waegener, 1909 entstanden, hatte ihren Platz zunächst in der Dorotheenstädtischen Kirche, die 1943 bei alliierten Luftangriffen beschädigt und erst 1965 trotz gutem Zustand abgerissen wurde. Das Denkmal war vorher ausgelagert und in der Marienkirche in der Nähe des Alexanderplatzes zwischengelagert worden.
Auch Christian Daniel Rauch, der jüngere, bald erfolgreichere Konkurrent Schadows, bekam ein Grabmal nach eigenem Entwurf, das Porträtmedaillon darauf stammt von seinem Schüler Albert Wolff. Von Rauch wiederum stammt das Porträt des Industriellen August Borsig auf dessen aufwändig gestalteter Grabstelle – entworfen von Johann Heinrich Strack, einem Schüler Schinkels, auch er auf dem Dorotheenstädtischen Friedhof beerdigt – sowie das Modell für das vergoldete Porträtmedaillon auf der Grabstele Schinkels. August Kiss, ein weiterer Schüler Rauchs, lieferte das Bildnismedaillon an der Stele des Grabmals Beuth. Das Grab des Baumeisters Albert Dietrich Schadow schmücken Zinkgussfiguren des Bildhauers Hermann Schievelbein, der ebenfalls hier bestattet wurde. Ein Sonderfall ist die Grabanlage des 'Architekten des Königs’ Friedrich August Stüler; sein Baldachingrab mit Porträt und reich ornamentiertem Eisengitter war bei Kriegsende 1945 zerstört worden; seit 1996 ersetzt eine moderne Eisenkonstruktion ähnlicher Form und Größe, wiederum mit einer Porträtbüste, die einstige Grabausstattung.

## Besondere Anlagen

### Widerstandskämpfer

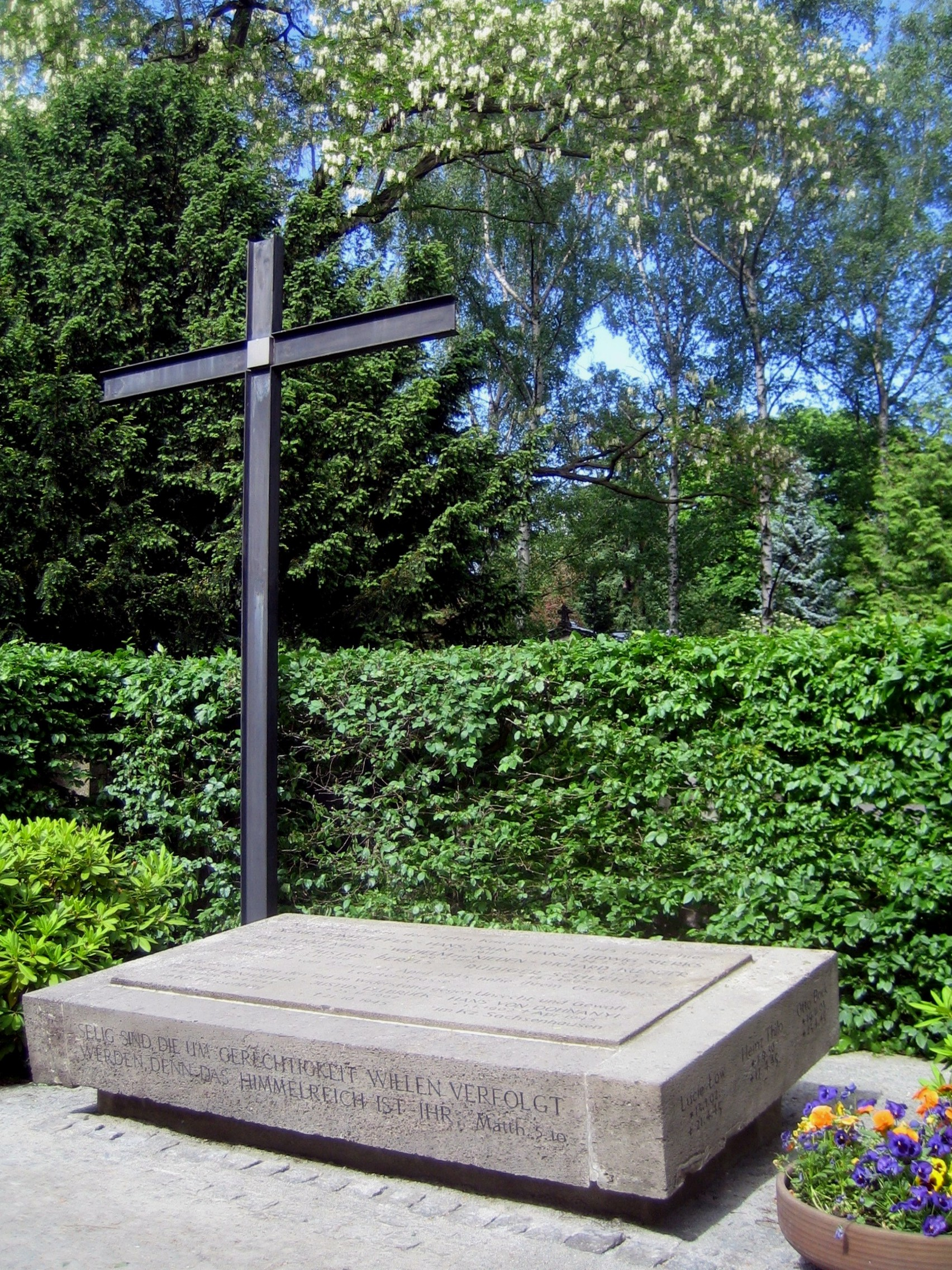
Gedenkstätte für Widerstandskämpfer

Ein hochaufragendes Kreuz aus Walzstahlprofilen und ein Steinquader erinnern an Widerstandskämpfer, die von den Nationalsozialisten ermordet wurden. Der Stein trägt die Namen von Klaus Bonhoeffer, Hans John, Richard Kuenzer, Carl Adolf Marks, Wilhelm zur Nieden, Friedrich Justus Perels, Rüdiger Schleicher und Hans Ludwig Sierks. Sie waren am missglückten Attentat auf Adolf Hitler am 20. Juli 1944 beteiligt und in der Lehrter Straße inhaftiert worden. In der Nacht vom 22. zum 23. April 1945 wurden sie von einem Kommando der SS in einer nahe gelegenen Parkanlage umgebracht. Erinnert wird darüber hinaus an Dietrich Bonhoeffer und Hans von Dohnanyi, die in den Konzentrationslagern Flossenbürg bzw. Sachsenhausen getötet wurden, sowie an Justus Delbrück, der das Kriegsende erlebte, aber wenig später in russischer Haft starb.
In unmittelbarer Nähe dieser Gedenkstätte weist eine Schrifttafel auf ein Massengrab von 64 zum Teil Unbekannten hin, die in den letzten Tagen des Zweiten Weltkrieges in der Umgebung des Friedhofs ums Leben kamen.

### Akademie der Künste
Für einen kleinen, von niedrigen Hecken begrenzten Bereich hat die Akademie der Künste die Nutzungsrechte erworben. Hier sind Mitglieder der Akademie begraben, unter anderen der Grafiker und Maler René Graetz, die Schriftstellerin Anna Seghers, der Lyriker Erich Arendt. Hier ruht auch Lin Jaldati – dies ist der Künstlername einer in Amsterdam geborenen Jüdin, der es gelang, in drei Konzentrationslagern zu überleben; nach der Befreiung war sie als Tänzerin und als Sängerin jüdischer Lieder erfolgreich.

## Gräber seit den 1970er Jahren

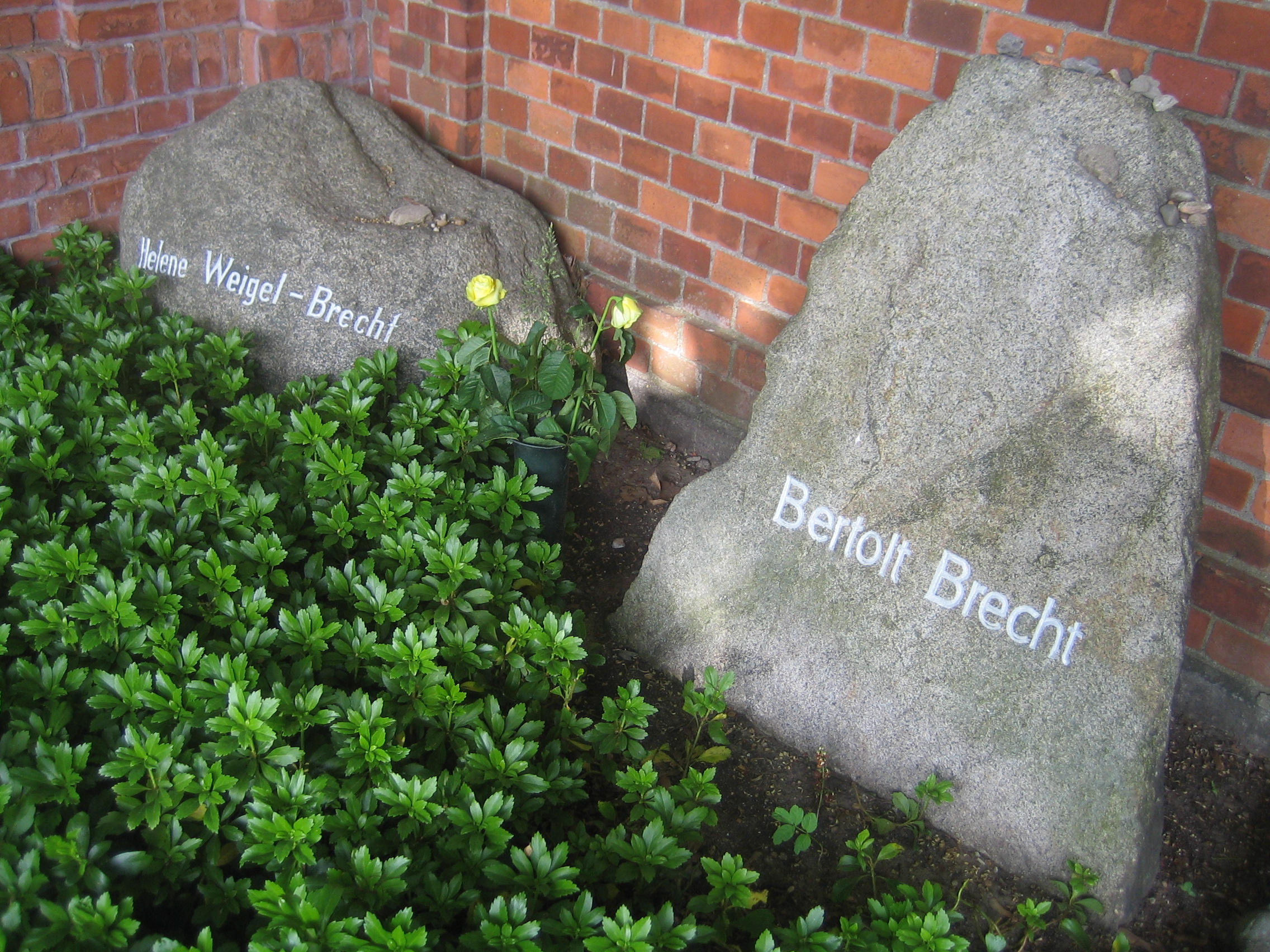
Gräber von Bertolt Brecht und Helene Weigel

Die Stadt Berlin betreut auf dem Dorotheenstädtischen Friedhof eine Anzahl von Ehrengräbern. Hier wurden und werden verdienstvolle Persönlichkeiten aus Politik und Geistesleben beigesetzt, zum Beispiel Günter Gaus († 2004), Journalist – von 1974 bis 1981 leitete er die Ständige Vertretung der Bundesrepublik Deutschland in der DDR, mit Amtssitz in der Hannoverschen Straße, unmittelbar jenseits der Friedhofsmauer; Hans Mayer († 2001), Literaturwissenschaftler und Kritiker, der als unbequemer Denker die DDR früh verlassen hatte; der Dramatiker Heiner Müller († 1995) – am Grab des passionierten Zigarrenrauchers steht eine Vogeltränke in Form eines Aschenbechers; Peter Palitzsch († 2004), als Regisseur anfangs Assistent Bertolt Brechts am Berliner Ensemble; Johannes Rau († 2006), der achte Präsident der Bundesrepublik, der sich diese letzte Ruhestätte ausdrücklich gewünscht hatte. 2010 wurde die DDR-Bürgerrechtlerin und Malerin Bärbel Bohley auf dem Friedhof beigesetzt, ebenso wie der West-Berliner Kommunarde und Apo-Aktivist Fritz Teufel. 2012 wurde der Regisseur Kurt Maetzig auf dem Dorotheenstädtischen Friedhof begraben, 2013 der Schriftsteller Wolfgang Herrndorf, der Kulturwissenschaftler und Politiker Lothar Bisky und der Schauspieler Otto Sander.
Der Liedermacher Wolf Biermann erwähnte den Dorotheenstädtischen Friedhof und einige der dort Bestatteten (Brecht, Weigel, Hegel, Eisler, Langhoff, Heartfield, Becher) im Lied Der Hugenottenfriedhof (1969) – wobei Biermann ganz offensichtlich einem Irrtum erlag, denn der Hugenottenfriedhof, d. h. der Französische Friedhof der Französisch-Reformierten Gemeinde, ist dem Dorotheenstädtischen zwar unmittelbar benachbart, aber nicht mit ihm identisch.

## Galerie

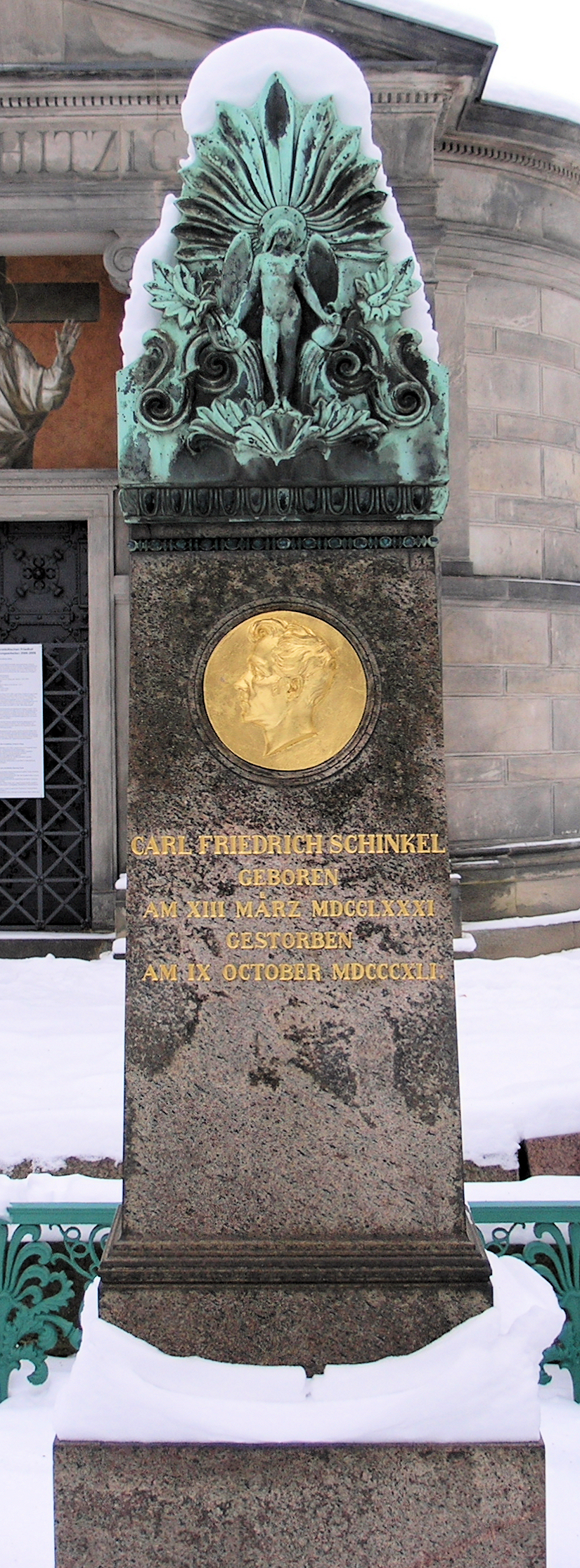
Grabstele für Karl Friedrich Schinkel († 1841)
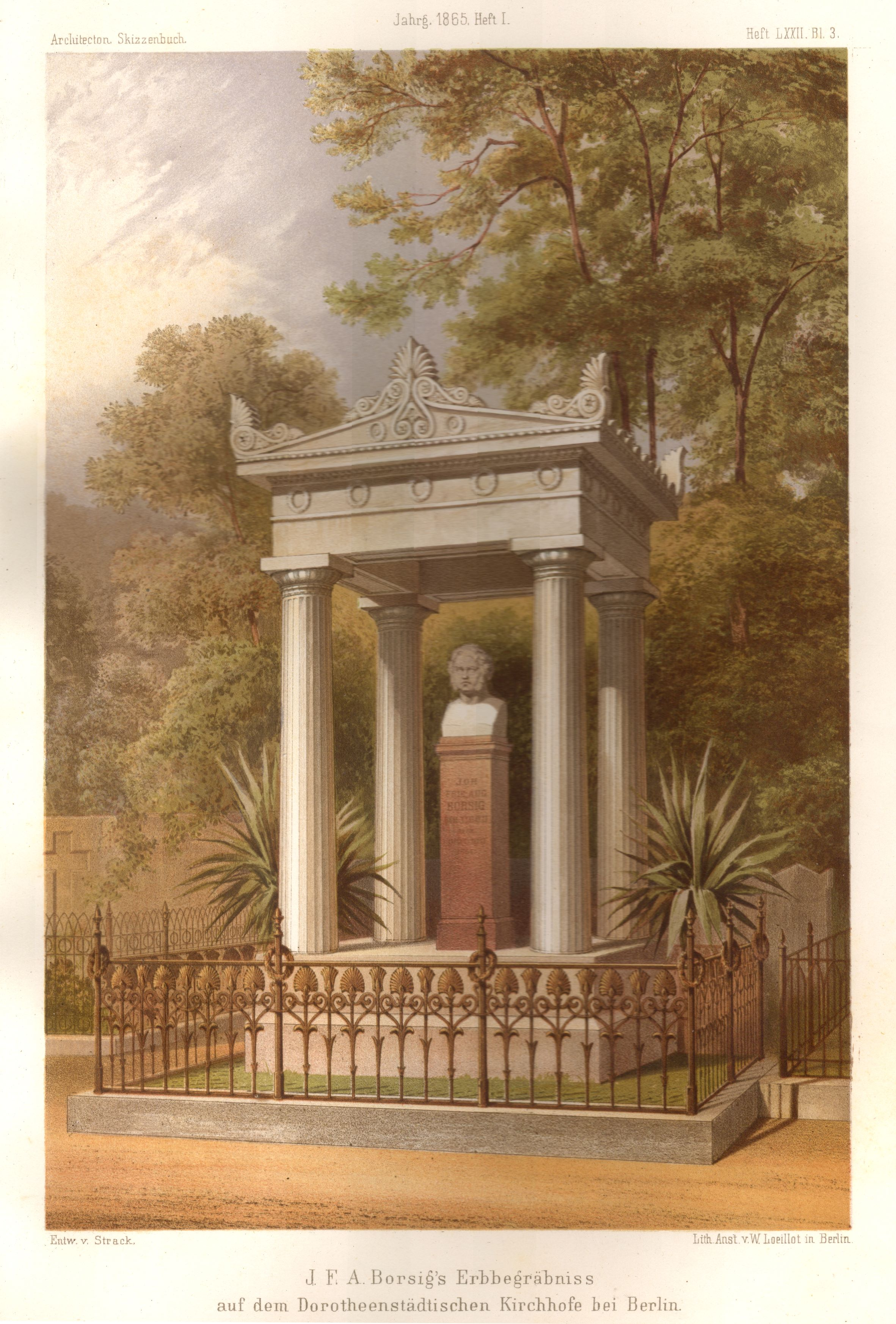
Grabstätte der Familie Borsig, 1865
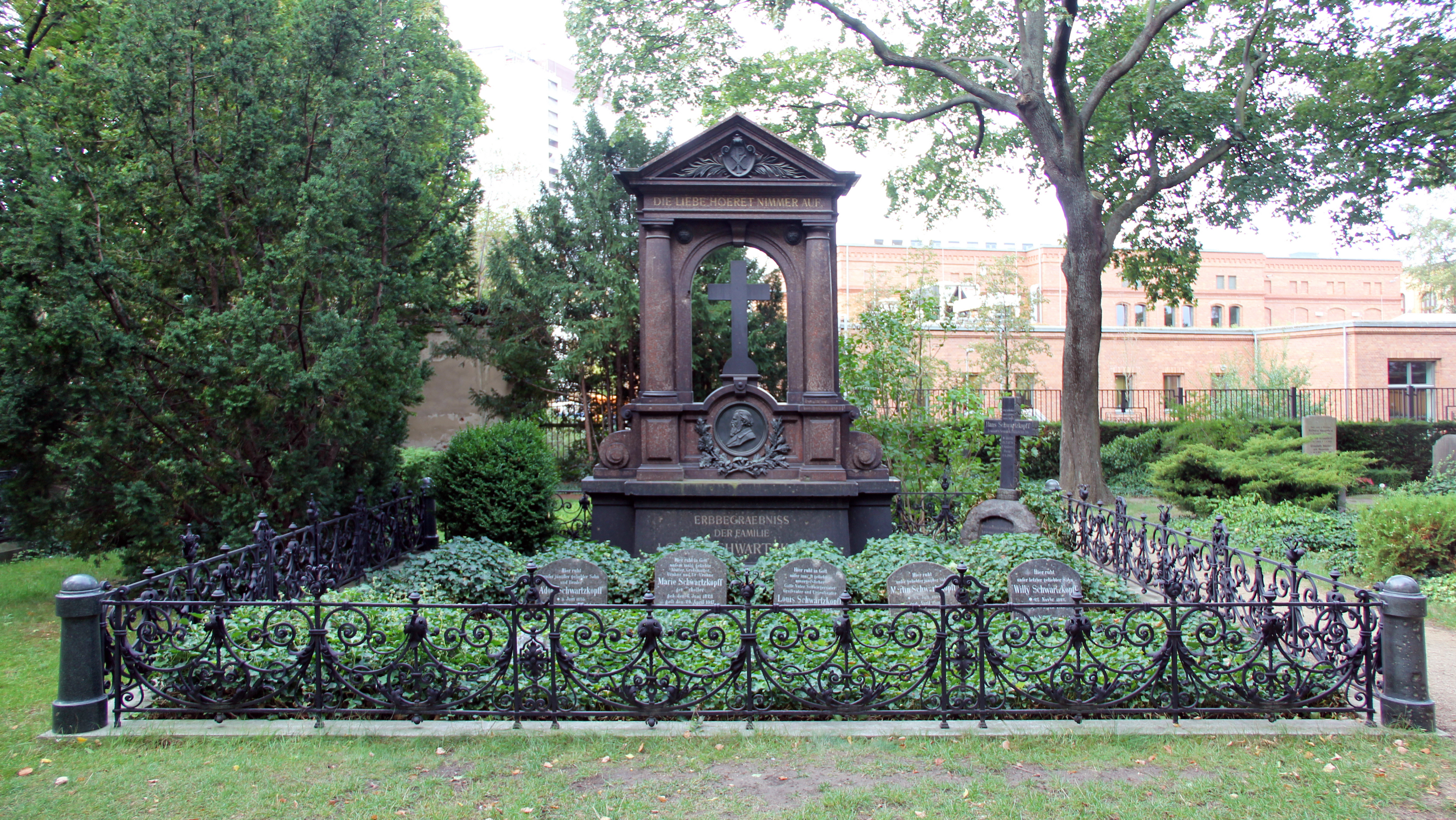
Grabstätte von Louis Schwartzkopff († 1892)
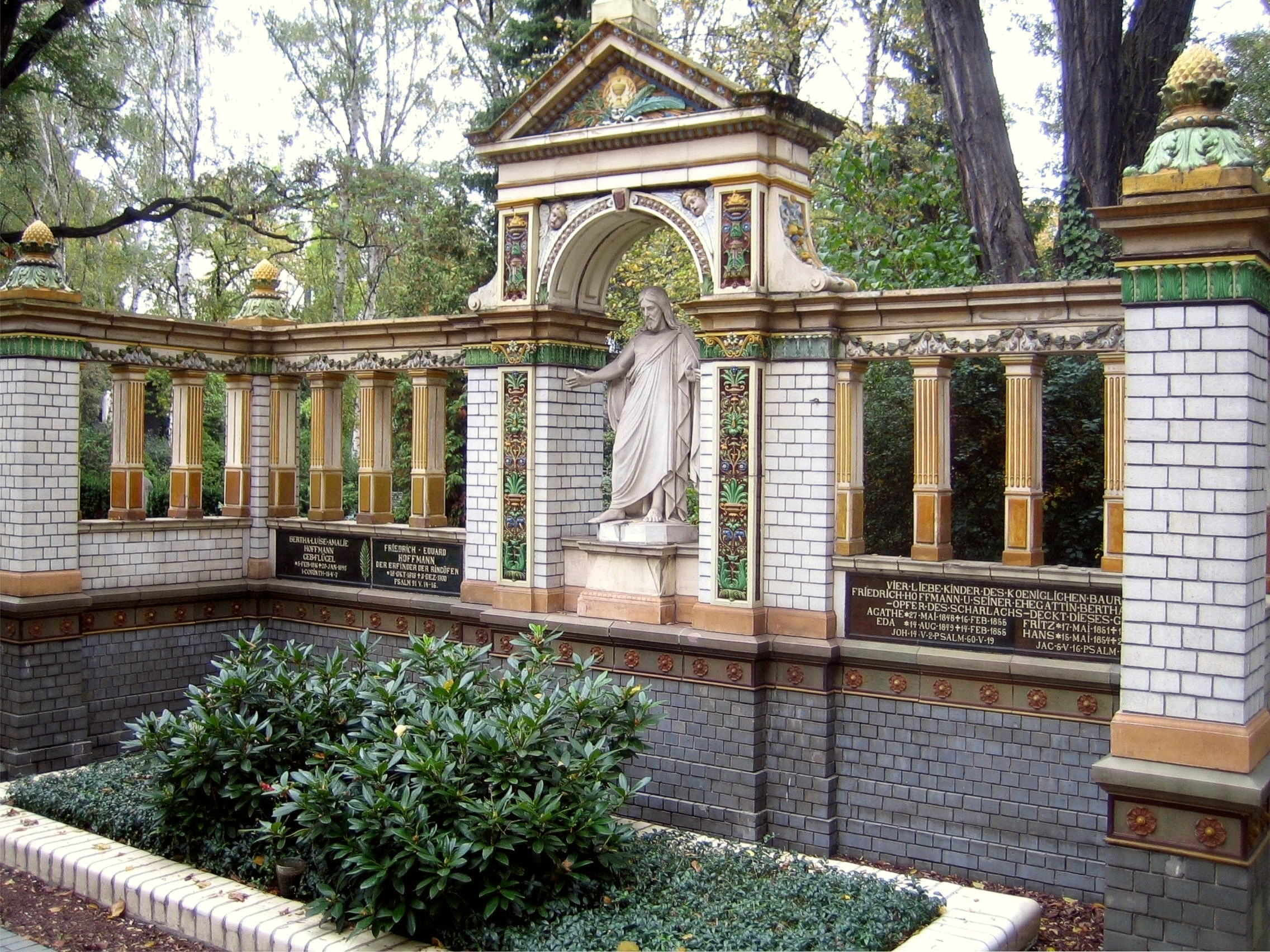
Familiengrab Friedrich Eduard Hoffmann, 1900
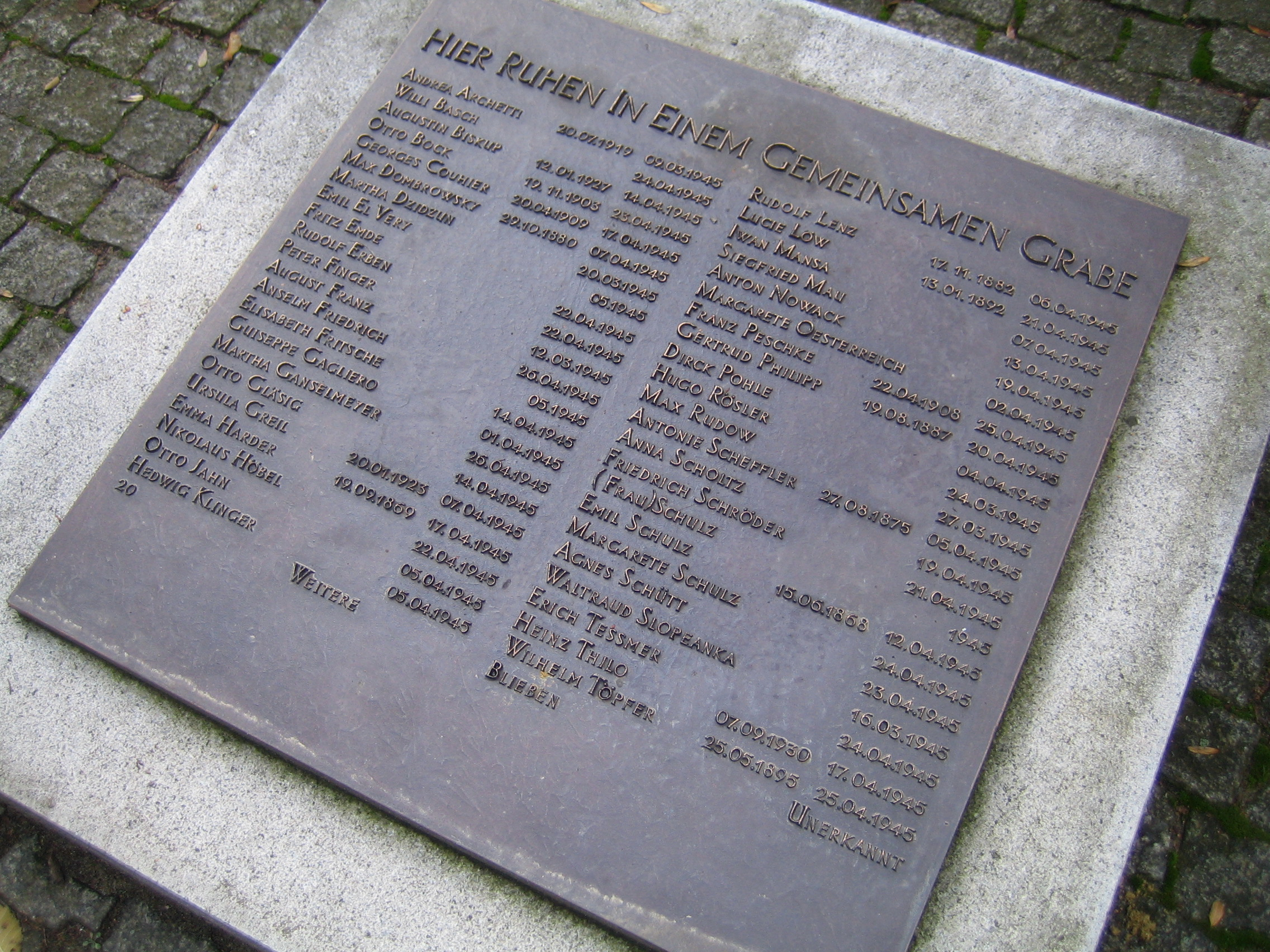
Gemeinschaftsgrab 1945
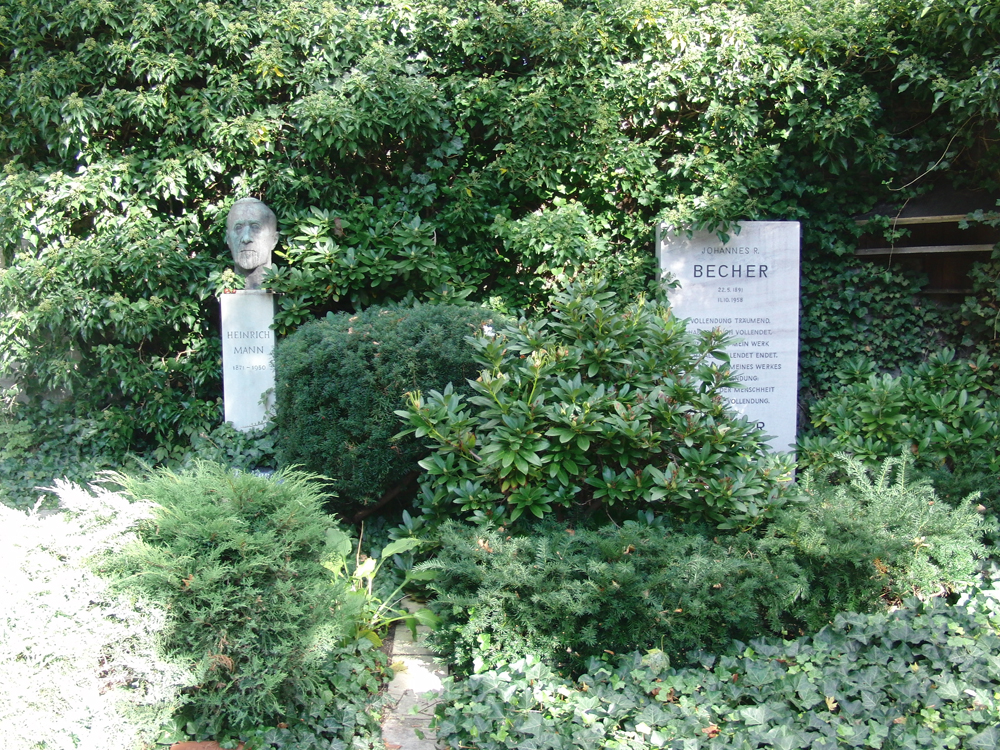
Die Gräber von Heinrich Mann und Johannes R. Becher
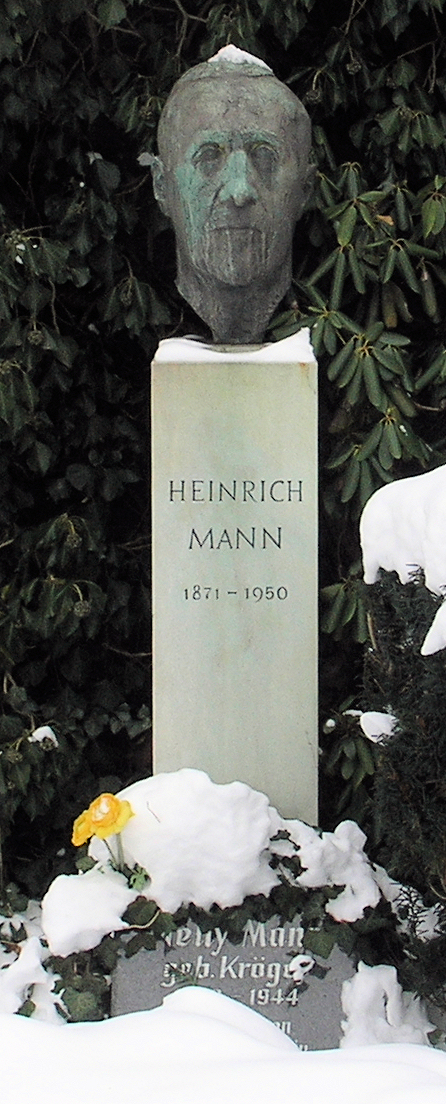
Grab für Heinrich und Nelly Mann († 1950)
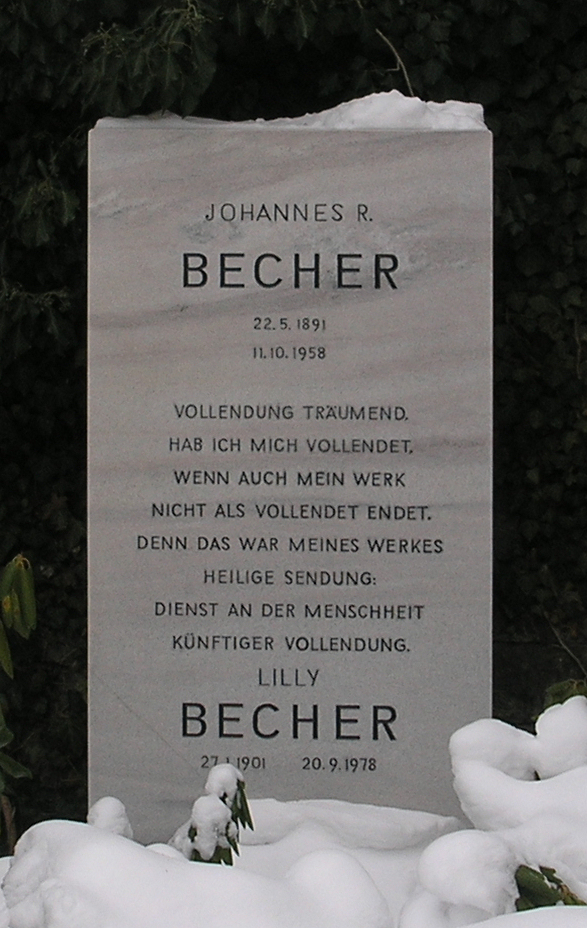
Grabstein für Johannes R. Becher († 1958)
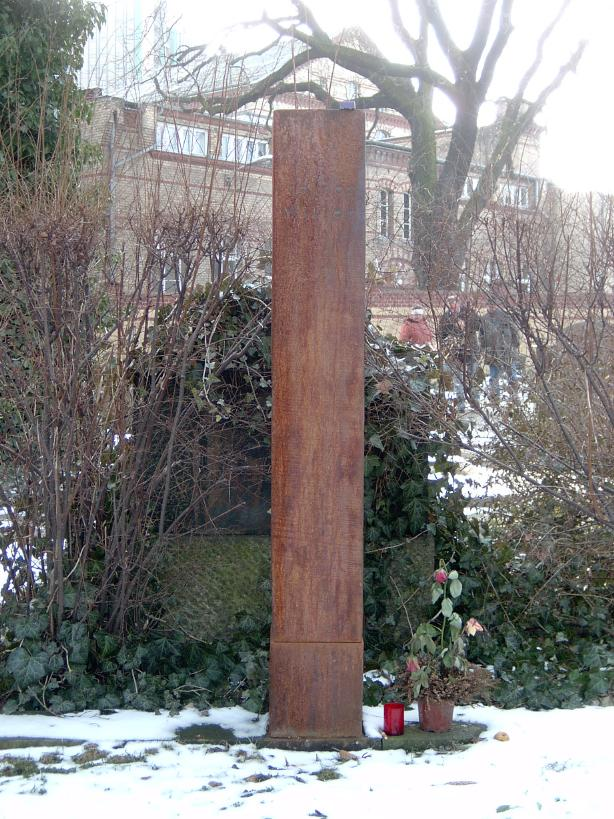
Grabstele für Heiner Müller († 1995)
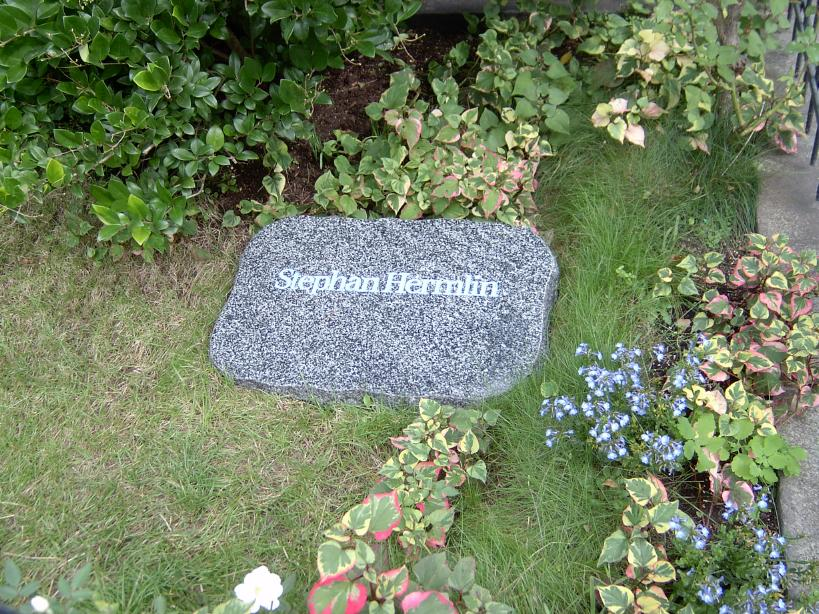
Grab von Stephan Hermlin († 1997)
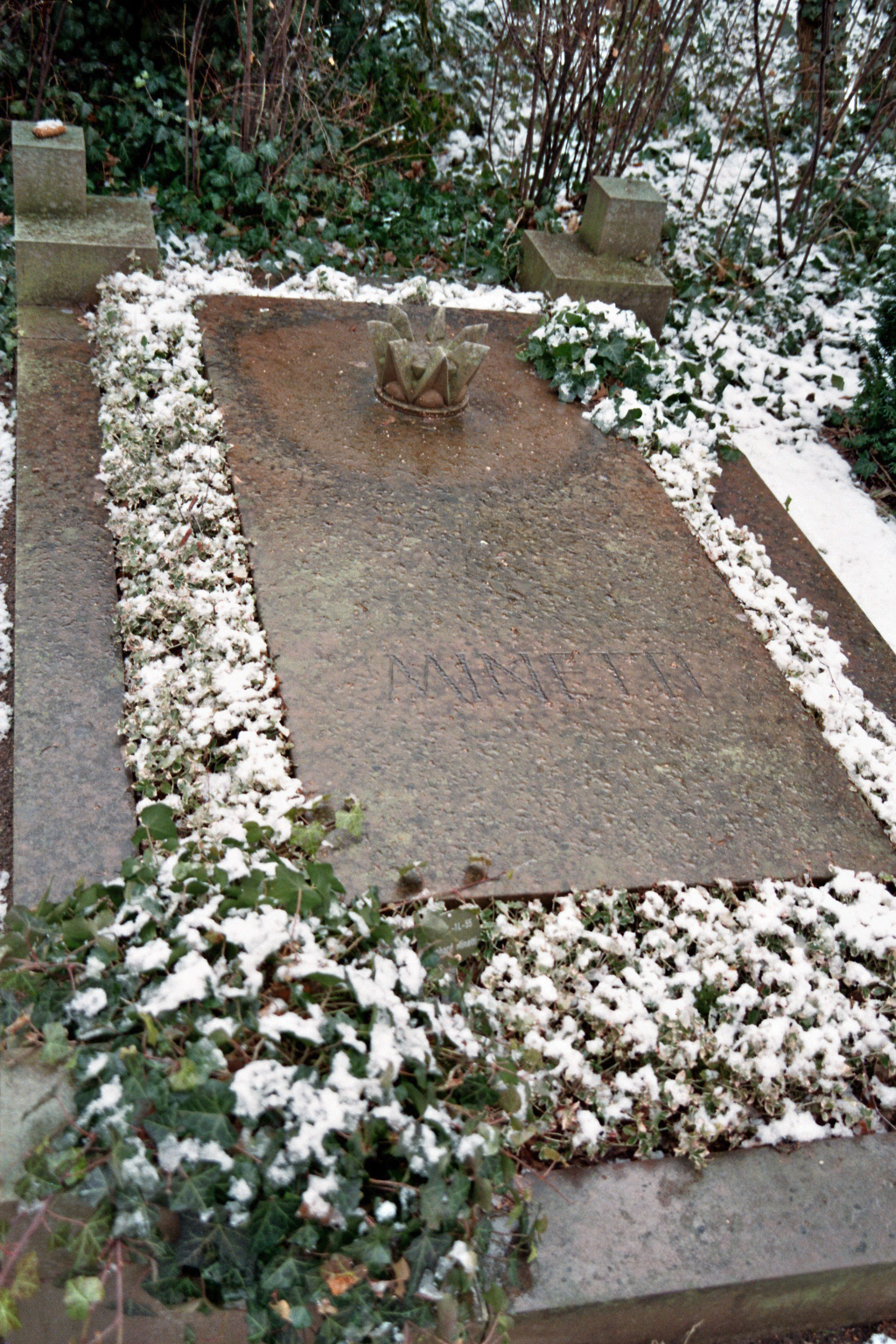
Grab von Bernhard Minetti († 1998)
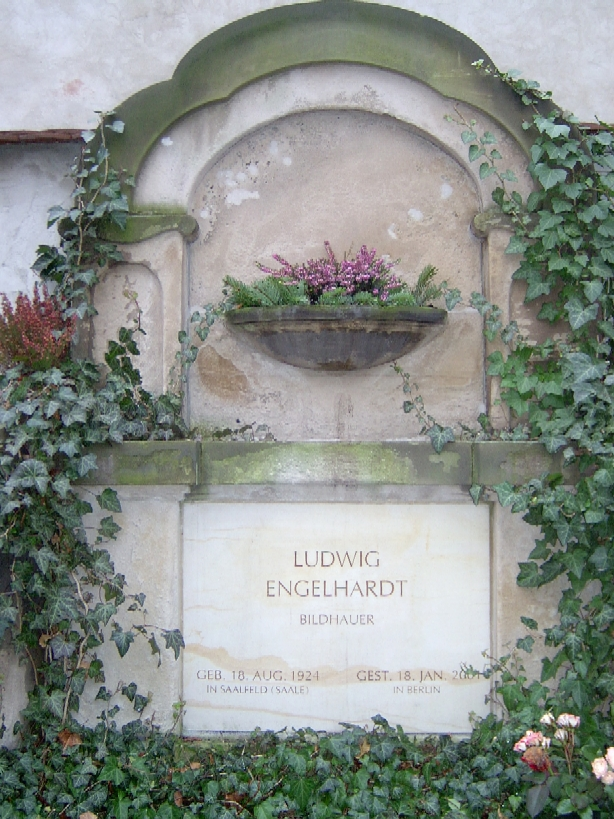
Grab von Ludwig Engelhardt († 2001)

## Bestattete Persönlichkeiten
A–B
- Erich Arendt (1903–1984), Lyriker

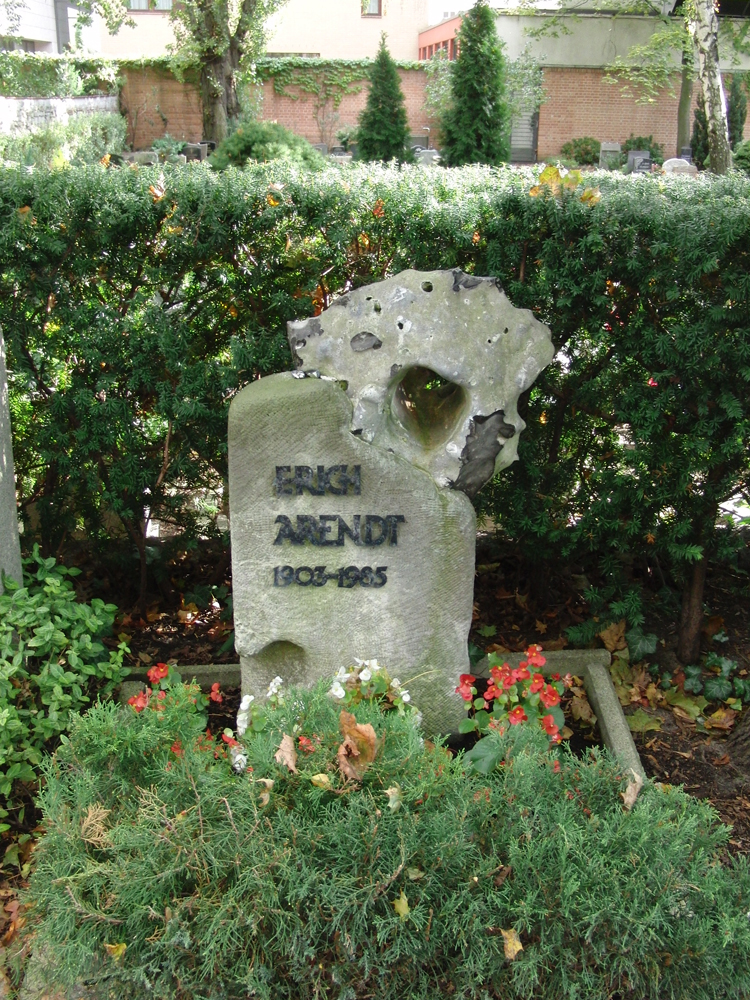
Grab von Erich Arendt

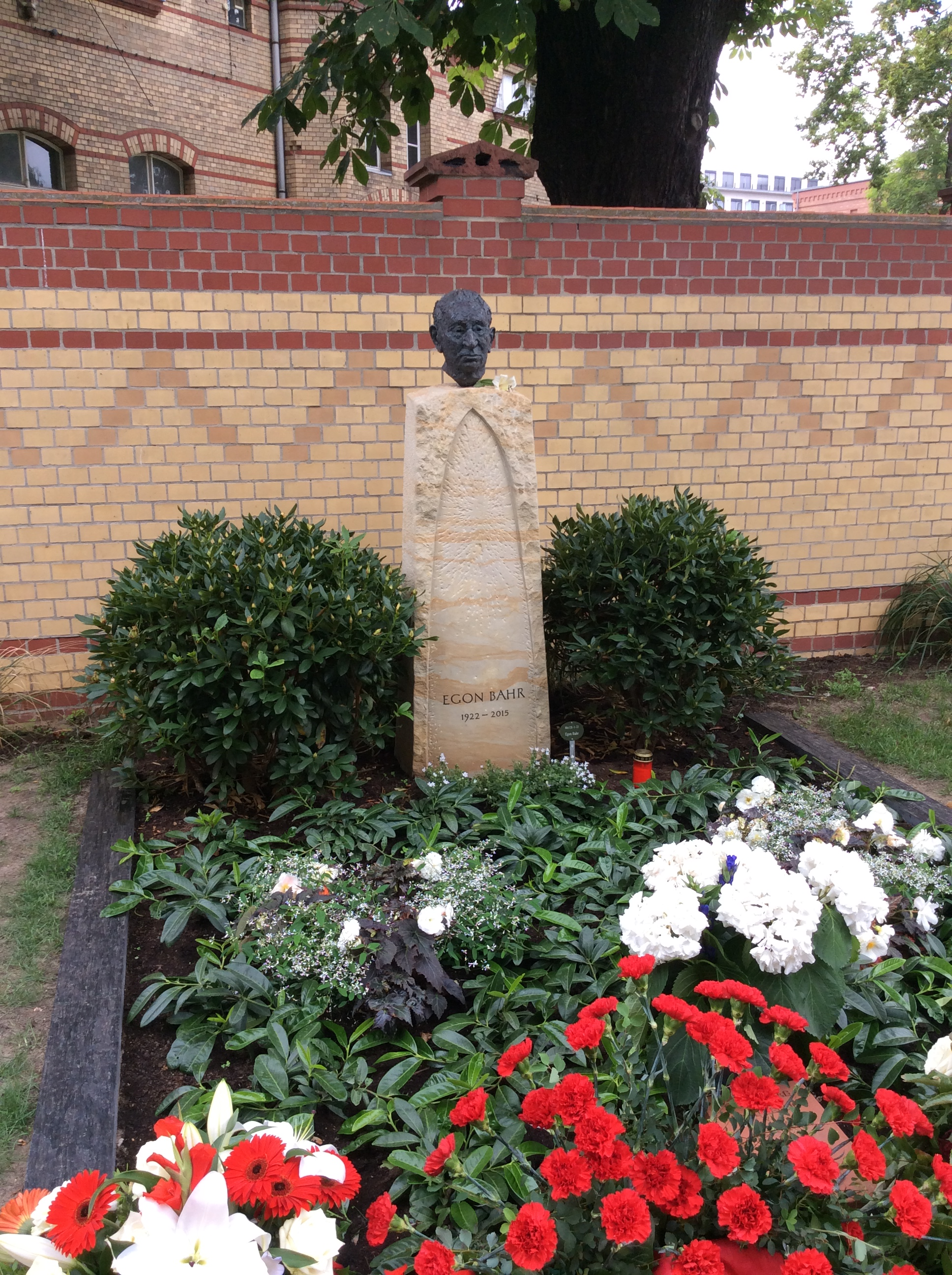
Grab von Egon Bahr

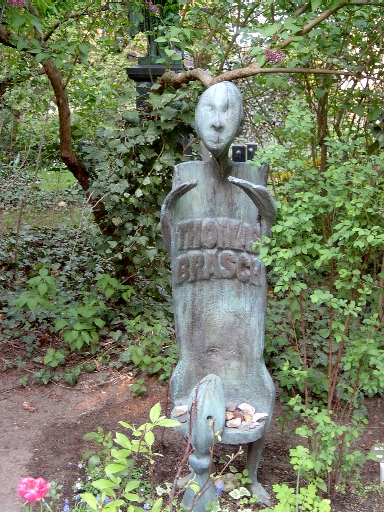
Grab von Thomas Brasch

- August Bach (1897–1966), Journalist und Politiker
- Friedrich von Bärensprung (1779–1841), 1832 bis 1834 Oberbürgermeister von Berlin
- Egon Bahr (1922–2015), Politiker, Ehrengrab Berlins
- Rudolf Bahro (1935–1997), Journalist und Politiker
- Helmut Baierl (1926–2005), Schriftsteller
- Johannes R. Becher (1891–1958), Schriftsteller und Politiker
- Wolf von Beneckendorff (1891–1960), Schauspieler
- Sibylle Bergemann (1941–2010), Fotografin
- Ruth Berghaus (1927–1996), Regisseurin
- Ruth Berlau (1906–1974), Brecht-Mitarbeiterin
- Fred Berndt (1944–2020), Regisseur, Bühnen- und Kostümbilder
- Lis Bertram-Ehmsen (1897–1986), Malerin, Grafikerin und Saloniére
- Christian Peter Wilhelm Beuth (1781–1853), Ministerialbeamter, Wegbereiter der preußischen Industrie
- Frank Beyer (1932–2006), Filmregisseur
- Lothar Bisky (1941–2013), Kulturwissenschaftler und Politiker
- Gustav Blaeser (1813–1874), Bildhauer
- August Boeckh (1785–1867), Philologe und Altertumsforscher
- Bärbel Bohley (1945–2010), Malerin und Bürgerrechtlerin
- Lothar Bolz (1903–1986), Politiker
- Albert Bohm (1853–1933), Königlicher Hofbaurat
- Carl Bohm (1824–1892), Königlicher Hofbaumeister
- Dietrich Bonhoeffer (Gedenkstein) (1906–1945), Theologe, Widerstandskämpfer gegen den Nationalsozialismus
- Klaus Bonhoeffer (1901–1945), Jurist, Widerstandskämpfer gegen den Nationalsozialismus
- Martin Borchardt (1889–1940), Jurist, Oberbürgermeister a. D. von Forst/Lausitz
- Moses Maximilian Siegfried Borchardt (1815–1880), Jurist und Bankier
- Oscar Borchardt (1845–1917), Jurist
- August Borsig (1804–1854), Metallfachmann, Unternehmer, Firmengründer
- Louise Borsig, geb. Praschl († 1887), Unternehmerin, Ehefrau des August Borsig
- Annemarie Bostroem (1922–2015), Schriftstellerin
- Gerhard Branstner (1927–2008), Lektor und Schriftsteller
- Thomas Brasch (1945–2001), Schriftsteller
- Bertolt Brecht (1898–1956), Schriftsteller und Dramatiker
- Barbara Brecht-Schall (1930–2015), Theaterschauspielerin und Kostümbildnerin
- Arnolt Bronnen (1895–1959), Schriftsteller und Dramatiker
- Elfriede Brüning (1910–2014), Schriftstellerin
- Theodor Brugsch (1878–1963), Mediziner
- Hans Bunge (1919–1990), Dramaturg, Regisseur und Autor
- Philipp Buttmann (1764–1829), Pädagoge

C–D

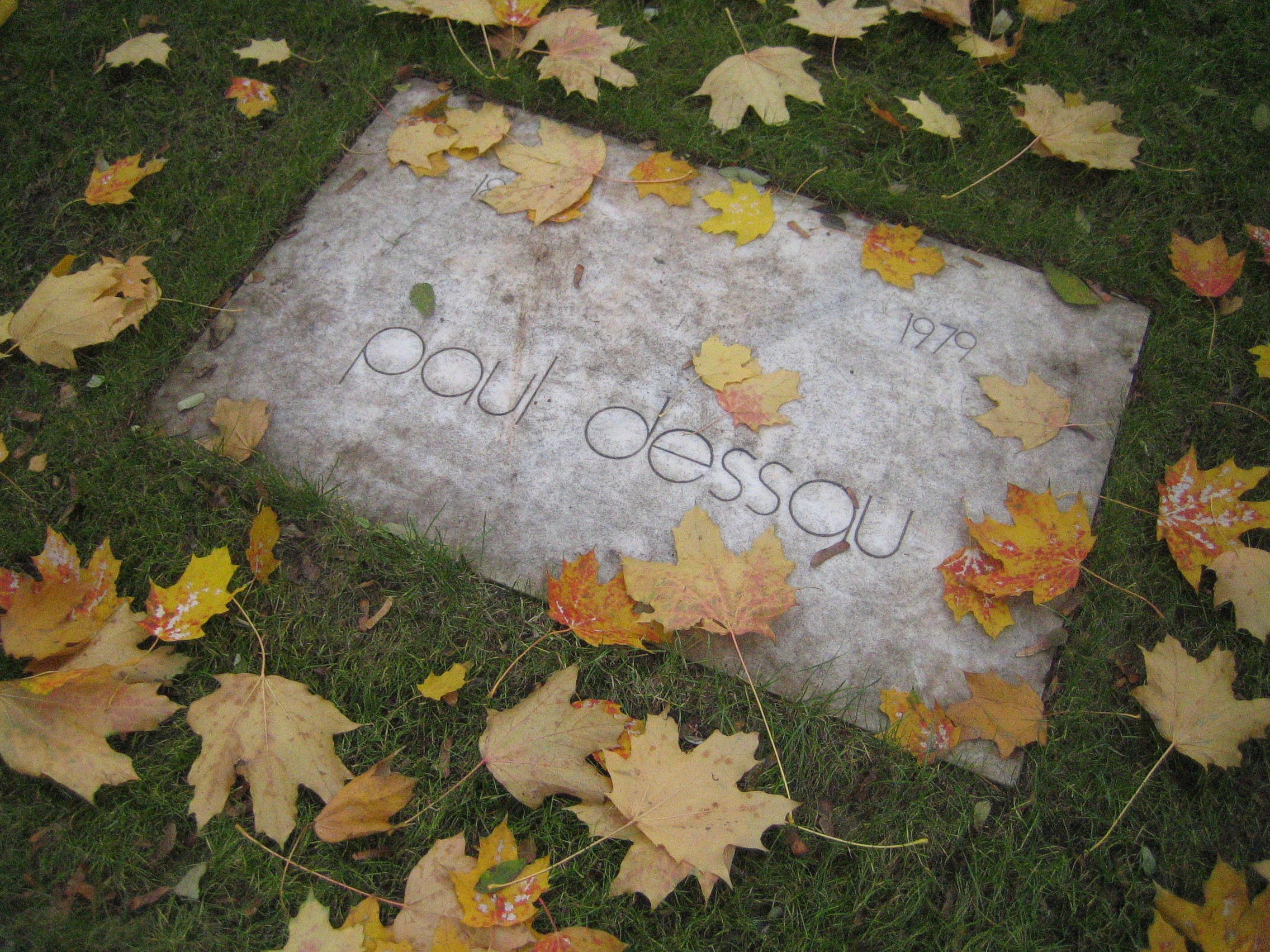
Grab von Paul Dessau

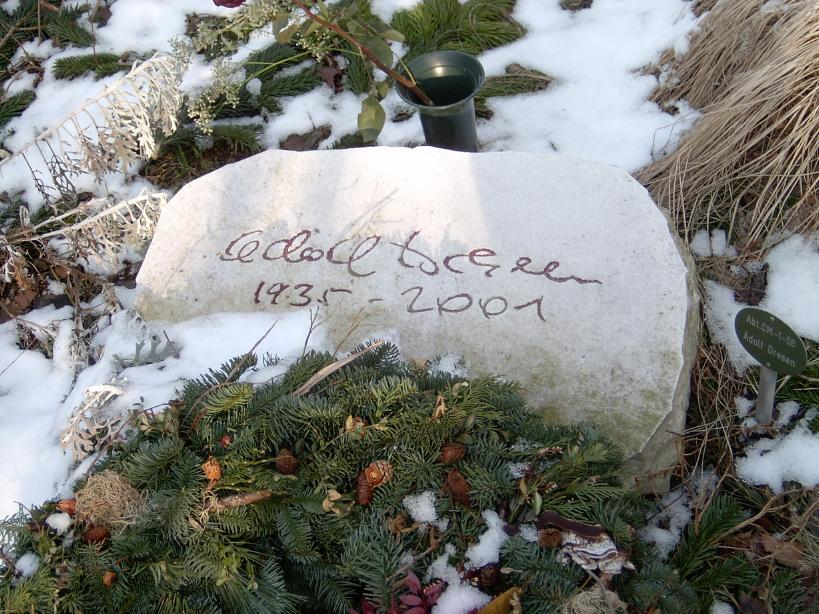
Grabstein für Adolf Dresen

- Christian Gottlieb Cantian (1794–1866), Unternehmer, Architekt
- Bruno Carstens (1918–2001), Schauspieler
- Rudolf Christoph (1923–1982), Schauspieler
- Friedrich Wilhelm Dankberg (1819–1866), Bildhauer und Stuckateur
- Fritz Decho (1932–2002), Schauspieler
- Ursula Deinert (1910–1988), Tänzerin und Schauspielerin
- Rudolph von Delbrück (1817–1903), Politiker
- Paul Dessau (1894–1979), Komponist
- Johannes Dieckmann (1893–1969), Politiker
- Johannes Dobberstein (1895–1965), Veterinärpathologe
- Peter Dommisch (1934–1991), Schauspieler
- Christine von Dohnanyi (1903–1965), Widerstandskämpferin gegen den Nationalsozialismus
- Hans von Dohnanyi (1902–1945), Jurist, Widerstandskämpfer gegen den Nationalsozialismus
- Adolf Dresen (1935–2001), Theaterregisseur
- Slatan Dudow (1903–1963), Filmregisseur

E

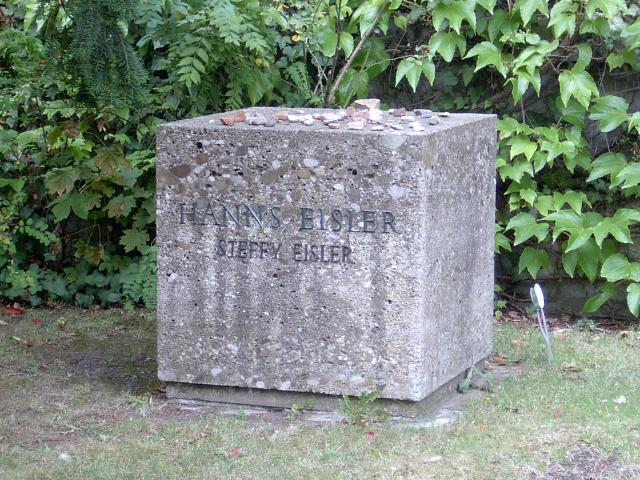
Grabstein für Steffy und Hanns Eisler

- Heinrich Ehmsen (1886–1964), Maler und Grafiker
- Kurt Eisenblätter (1929–2017), Pantomime, Schauspieler und Regisseur
- Friedrich Eisenlohr (1889–1954), Schriftsteller
- Hanns Eisler (1898–1962), Komponist
- Erich Engel (1891–1966), Regisseur
- Ludwig Engelhardt (1924–2001), Bildhauer
- Fritz Erpenbeck (1897–1975), Schriftsteller und Schauspieler
- Johanna Eunicke (1798–1856), Schauspielerin, Sängerin
- Friedrich Eunicke (1764–1844), Sänger und Schauspieler
- Therese Eunicke (1774–1849), Schauspielerin
- Gertrud Eysoldt (1870–1955), Schauspielerin

F
- Harun Farocki (1944–2014), Filmemacher, Autor
- Johann Gottlieb Fichte (1762–1814), Philosoph
- Klaus Fiedler (1938–2013), Theaterregisseur
- Heinrich Fink (1935–2020), Theologe, Politiker und Hochschullehrer
- Arno Fischer (1927–2011), Fotograf
- Bettina Fless (1961–2007), Dramatikerin, Theaterregisseurin, Schauspielerin
- Paul Flickel (1852–1903), Landschaftsmaler (Neuer Dorotheenstädtischer Friedhof Liesenstraße)
- Erich Franz (1903–1961), Schauspieler
- Georg Christian Freund (1792–1819), Fabrikant
- Julius Conrad Freund (1801–1877), Maschinenbauer
- Walter Friedeberger (1898–1967), Arzt

G
- Eduard Gans (1797–1839), Jurist

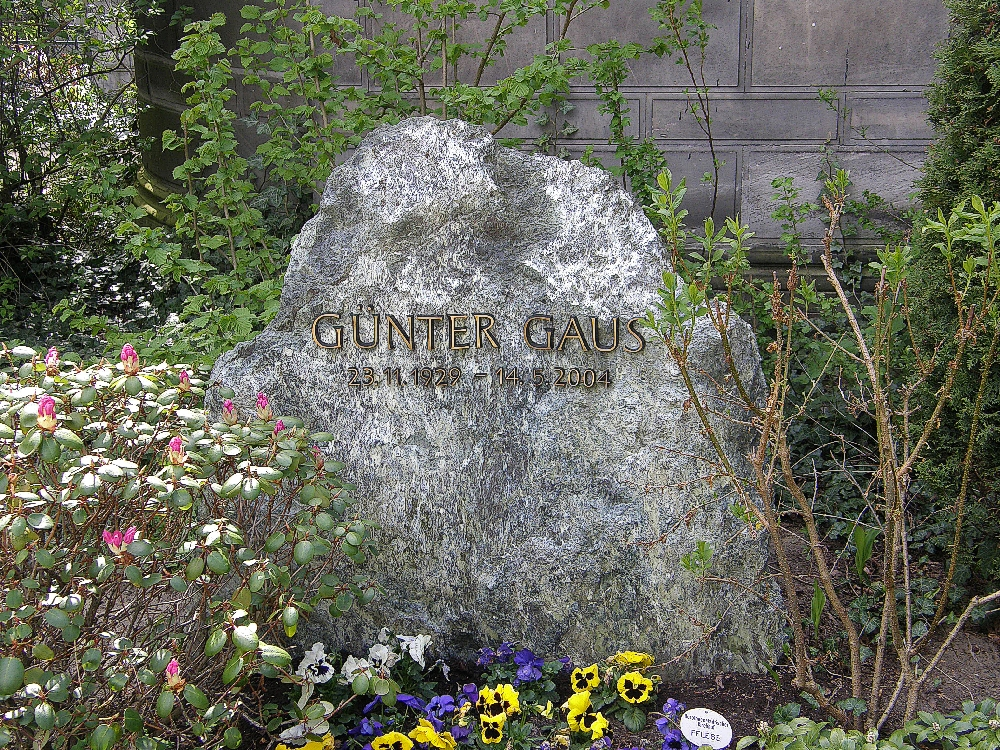
Grab von Günter Gaus

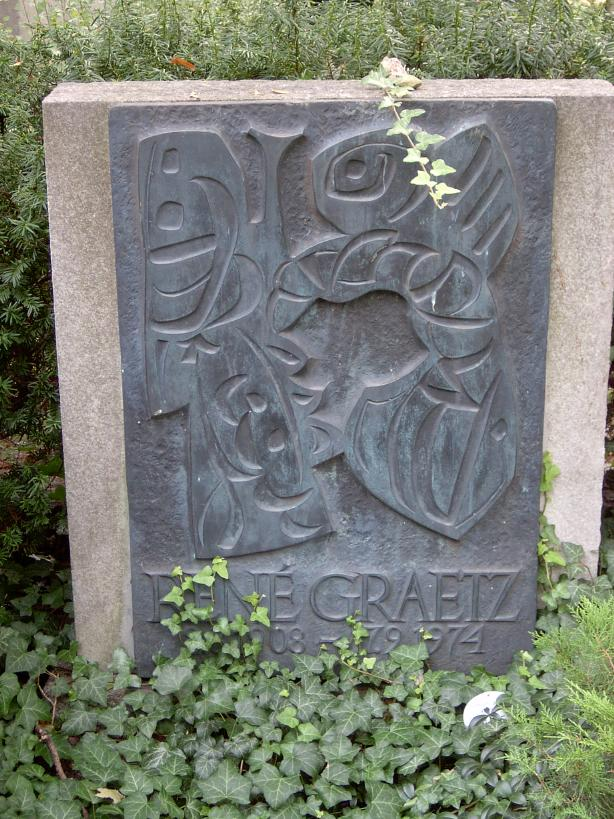
Grab des bildenden Künstlers René Graetz

- Günter Gaus (1929–2004), Journalist und Politiker
- Willi Geismeier (1934–2007), Kunsthistoriker
- Erwin Geschonneck (1906–2008), Schauspieler
- Fritz Gietzelt (1903–1968), Radiologe
- Christine Gloger (1934–2019), Schauspielerin
- Gerald Götting (1923–2015), Politiker
- Friedrich Goldmann (1941–2009), Komponist und Dirigent
- Jürgen Gosch (1943–2009), Theaterregisseur
- Dimiter Gotscheff (1943–2013), Theaterregisseur
- René Graetz (1908–1974), Maler
- Lilo Grahn (1943–2007), Schauspielerin und Synchronsprecherin
- Karl Wilhelm Gropius (1793–1870), Hoftheatermaler
- Paul Gropius (1821–1888), Hoftheatermaler
- Johannes Grützke (1937–2017), Maler
- Hans Gummel (1908–1973), Onkologe

H

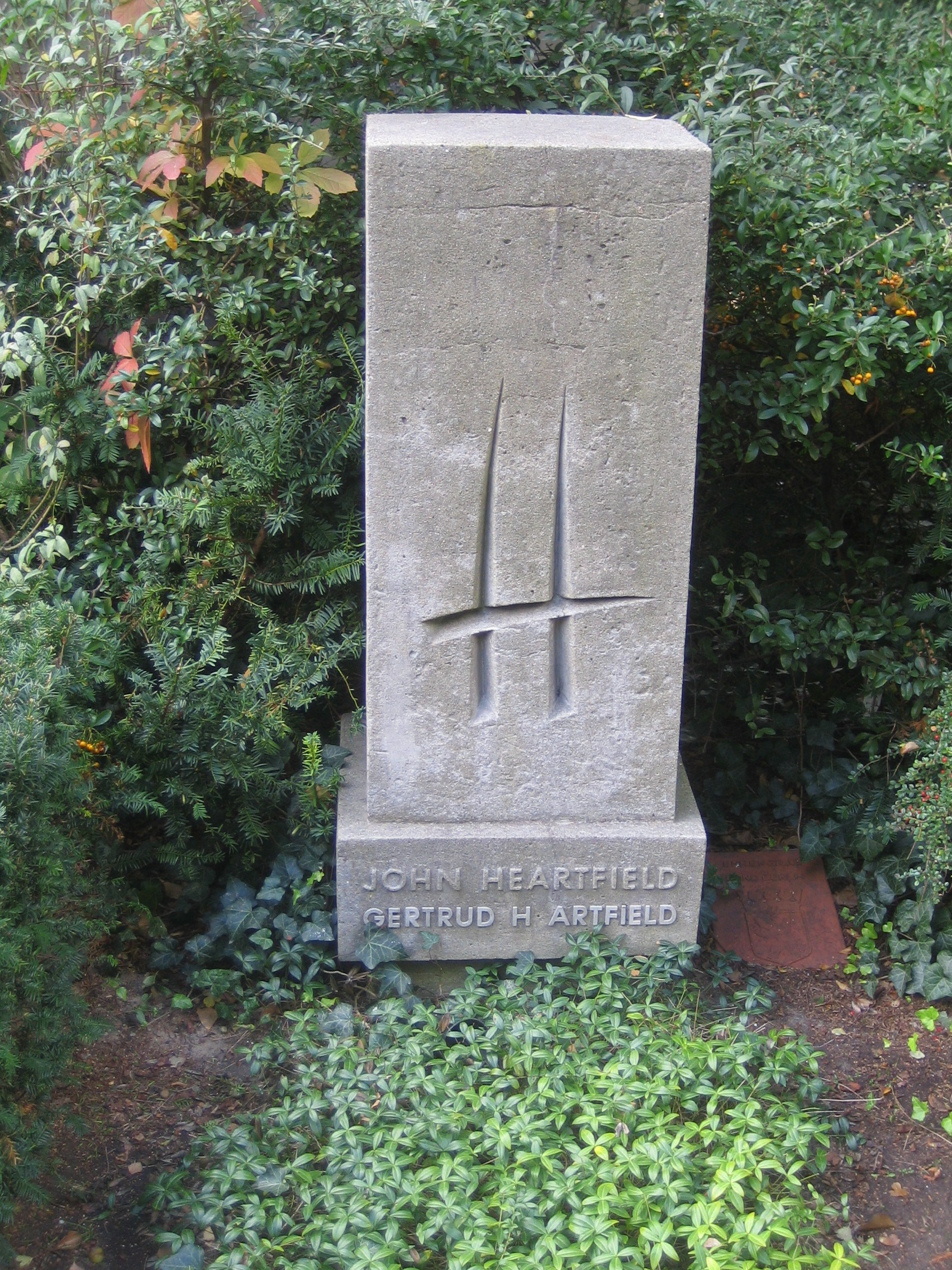
Grab von John Heartfield

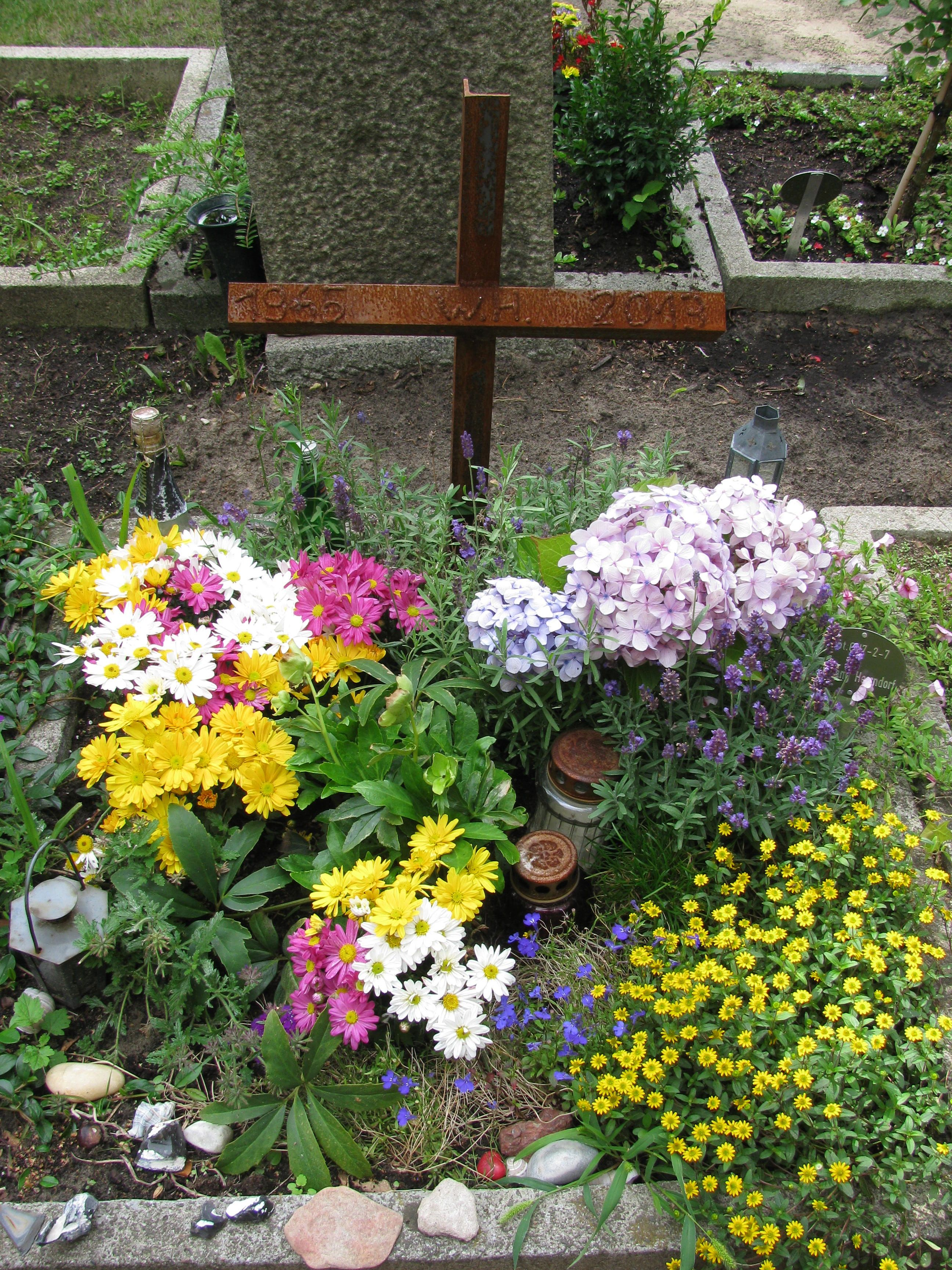
Grab von Wolfgang Herrndorf

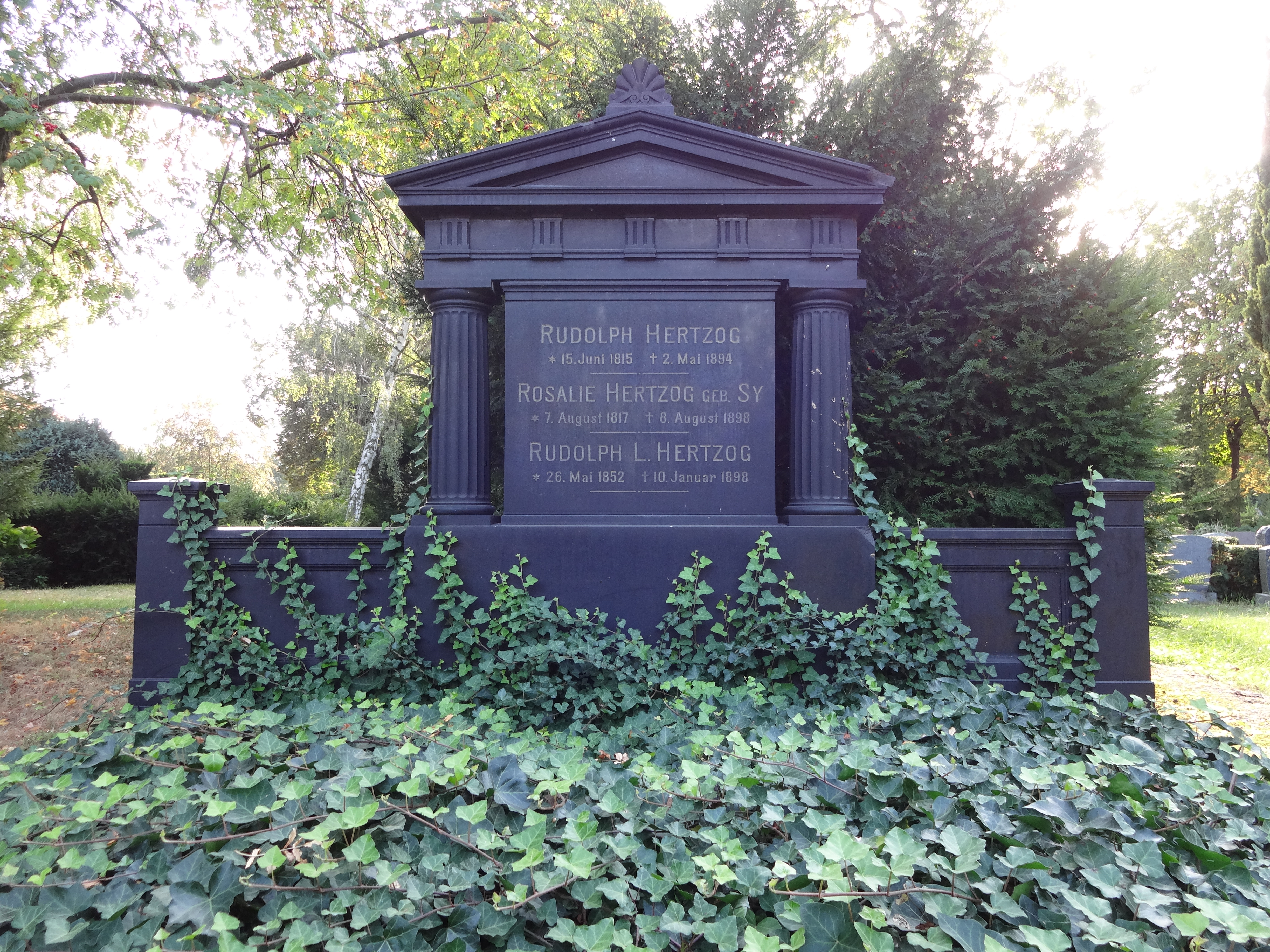
Das unter Denkmalschutz stehende Grab von Rudolph Hertzog und Familie

- Georg Ludwig Hartig (1764–1837), Forstwissenschaftler
- Gino Hahnemann (1946–2006), Schriftsteller
- Elisabeth Hauptmann (1897–1973), Brecht-Mitarbeiterin
- John Heartfield (1891–1968), Graphiker
- Werner Hecht (1926–2017), Theater- und Literaturwissenschaftler
- Georg Wilhelm Friedrich Hegel (1770–1831), Philosoph
- Jürgen Hentsch (1936–2011), Schauspieler
- Sigismund Friedrich Hermbstädt (1760–1833), Apotheker, Chemiker, technischer Schriftsteller und Technologe
- Stephan Hermlin (1915–1997), Schriftsteller
- Karl-Ernst Herrmann (1936–2018), Bühnen- und Kostümbildner, Regisseur
- Ursel Herrmann (1943–2020), Regisseurin
- Wolfgang Herrndorf (1965–2013), Schriftsteller, Maler und Illustrator
- Wieland Herzfelde (1896–1988), Schriftsteller
- Rudolph Hertzog (1815–1994), Unternehmer
- Albert Hetterle (1918–2006), Schauspieler
- Wolfgang Hilbig (1941–2007), Schriftsteller
- Hanne Hiob (1923–2009), Schauspielerin
- Friedrich Hitzig (1811–1881), Architekt
- Julius Eduard Hitzig (1780–1849), Jurist, Verleger und Schriftsteller
- Heinz Hinze (1905–1988), Schauspieler
- Gert Hof (1951–2012), Licht-Künstler und Regisseur
- Friedrich Eduard Hoffmann (1818–1900), Tonwarenfabrikant, Erfinder des Ringofens
- August Wilhelm von Hofmann (1818–1892), Erfinder der Anilinfarben
- Johann George Hossauer (1794–1874), Klempner, Gold- und Silberschmied, Kgl. Hof-Goldschmied, Unternehmer
- Christoph Wilhelm Hufeland (1762–1836), Arzt
- Edgar Hilsenrath (1926–2018), Schriftsteller

J–K

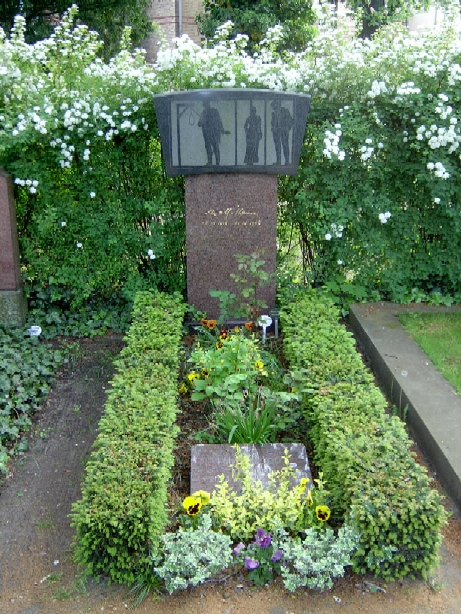
Grab für den Schauspieler Wolf Kaiser

- Lin Jaldati (1912–1988), Sängerin und Tänzerin
- Doris Kahane (1920–1976), Künstlerin
- Wolf Kaiser (1916–1992), Schauspieler
- Inge Keller (1923–2017), Schauspielerin
- Eva Kemlein (1909–2004), Fotografin und Fotojournalistin
- Diethart Kerbs (1937–2013), Kunstpädagoge
- Heinrich Kilger der Jüngere (1907–1970), Bühnenbildner
- Isot Kilian (1924–1986), Schauspielerin und Regisseurin
- Rainer Kirsch (1934–2015), Schriftsteller und Lyriker
- Friedrich Kittler (1943–2011), Medienhistoriker
- Martin Heinrich Klaproth (1743–1817), Chemiker
- Willy A. Kleinau (1907–1957), Schauspieler
- Clemens August Carl Klenze (1795–1838), Rechtswissenschaftler, Hochschullehrer und Kommunalpolitiker
- Alexandra Kluge (1937–2017), Ärztin und Schauspielerin
- Jan Koplowitz (1909–2001), Schriftsteller
- Dietrich Körner (1929–2001), Schauspieler
- Friedrich Körte (1818–1914), Arzt
- Friedrich Körte (1854–1934), Architekt
- Werner Körte (1853–1937), Chirurg
- Christa Rudolph-Kowalski (1934–2017), Hörspielregisseurin
- Eduard Krause (1816–1882), Buchdrucker und 1848er Revolutionär
- Werner Krauss (1900–1976), Romanist
- Franz Krüger (1797–1857), Maler (Pferde-Krüger)
- Jürgen Kuczynski (1904–1997), Historiker, Wirtschaftswissenschaftler
- Marguerite Kuczynski (1904–1998), Wirtschaftswissenschaftlerin und Übersetzerin
- Harry Kupfer (1935–2019), Opernregisseur

L

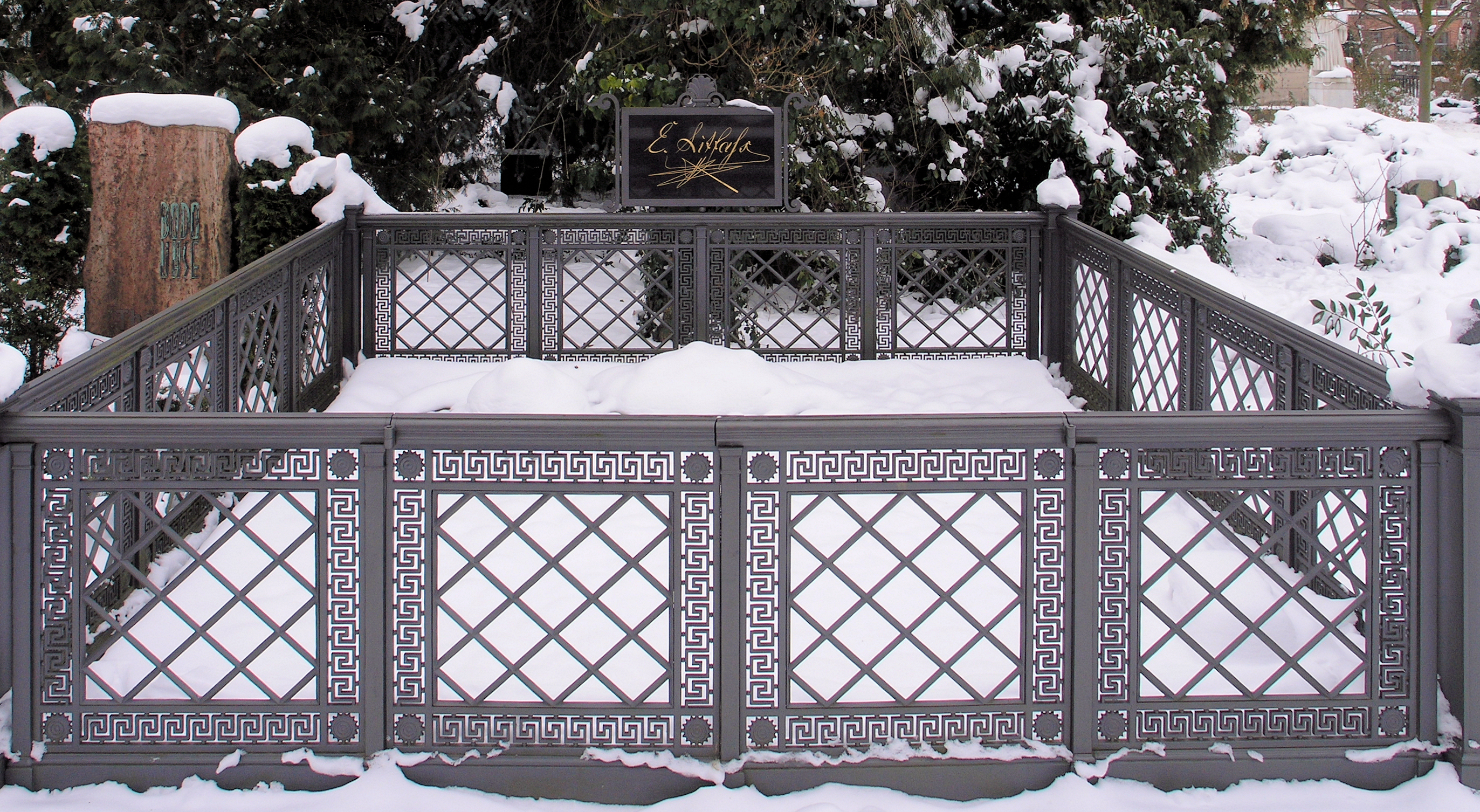
Grabstätte von Ernst Litfaß

- Jutta Lampe (1937–2020), Schauspielerin
- Thomas Langhoff (1938–2012), Regisseur
- Wolfgang Langhoff (1901–1966), Schauspieler und Regisseur
- Sven Lehmann (1965–2013), Schauspieler
- Erich Lindenberg (1938–2006), Maler
- Ernst Litfaß (1816–1874), Erfinder der Litfaßsäule
- Hans Loch (1898–1960), Politiker
- Maria Magdalena Ludewig (1982–2018), Regisseurin und Kuratorin

M

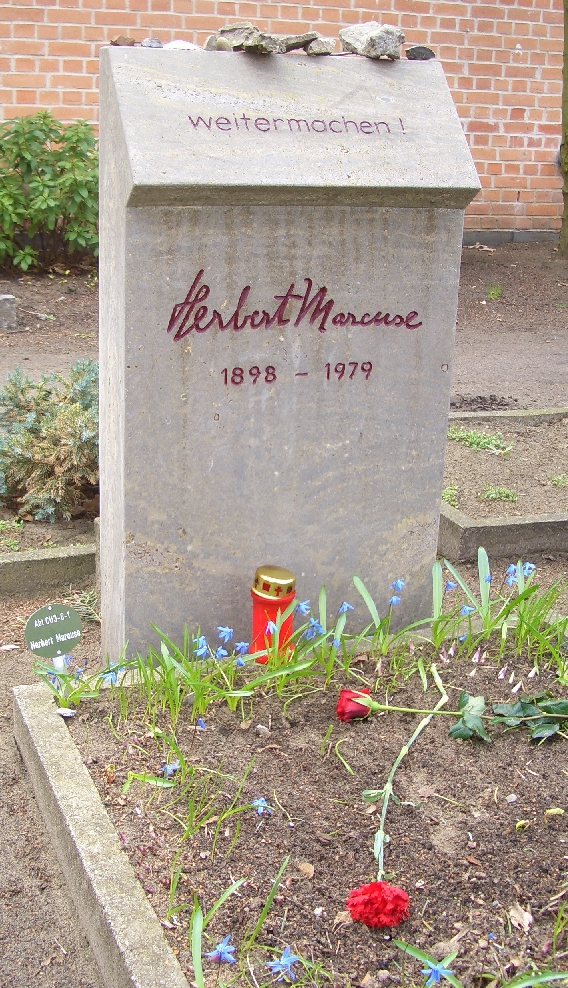
Grab von Herbert Marcuse

- Karl Georg Maaßen (1769–1834), preußischer Politiker
- Kurt Maetzig (1911–2012), Regisseur
- Eduard Magnus (1799–1872), Maler
- Heinrich Gustav Magnus (1802–1870), Physiker
- Heinrich Mann (1871–1950), Schriftsteller
- Carl Adolf Marks (1894–1945), Kaufmann und Widerstandskämpfer
- Herbert Marcuse (1898–1979), Philosoph
- Julius Marschiess-van Trix (1920–2017) Artisten-Historiker und Begründer der documenta artistica
- Alfred Matusche (1909–1973), Schriftsteller
- Gisela May (1924–2016), Schauspielerin und Diseuse
- Hans Mayer (1907–2001), Literaturwissenschaftler
- Roger Melis (1940–2009), Fotograf
- Karl Mickel (1935–2000), Schriftsteller
- Bernhard Minetti (1905–1998), Schauspieler
- Hans-Peter Minetti (1926–2006), Schauspieler
- Hans Modrow (1928–2023), Politiker
- Carl Eduard Moewes (1799–1851), Politiker
- Friedrich von Motz (1775–1830), Politiker, preußischer Finanzminister
- Christa Mühl (1947–2019), Regisseurin
- Heiner Müller (1929–1995), Dramatiker

N–P

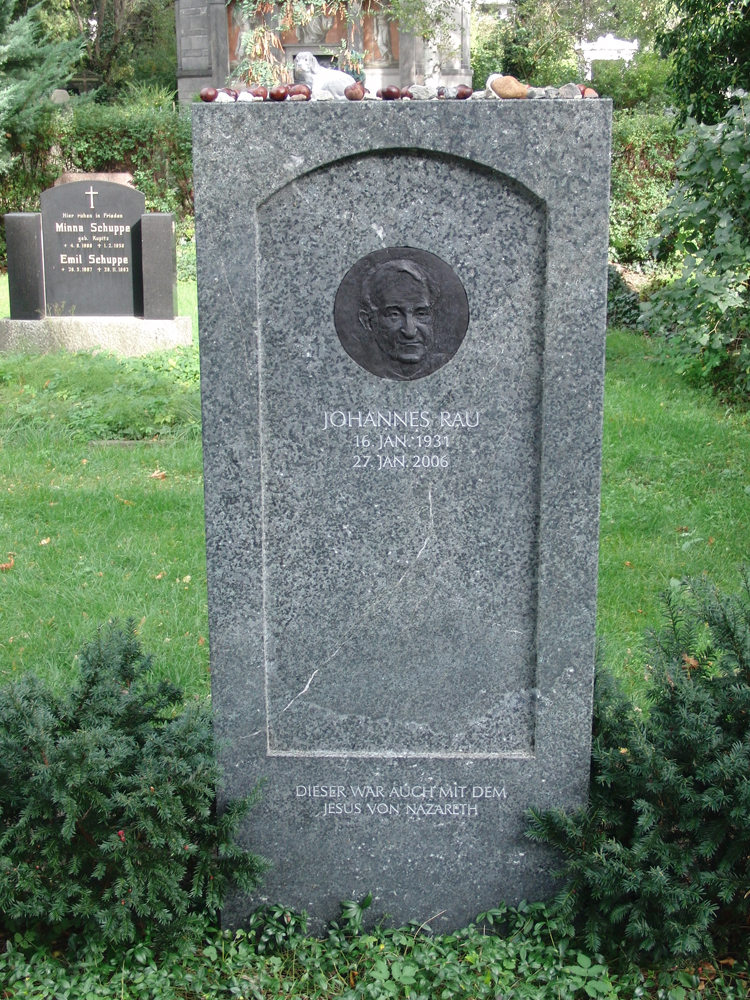
Grabstein für Johannes Rau

- Ivan Nagel (1931–2012), Theaterintendant
- Nathan Notowicz (1911–1968), Musikwissenschaftler
- Otto Nuschke (1883–1957), Politiker
- Hans von Oettingen (1919–1983), Schriftsteller
- Emil Osann (1787–1842), Arzt
- Peter Palitzsch (1918–2004), Theaterregisseur
- Alexander Papendiek (1928–1974), Schauspieler
- Walther Petri (1940–2011), Künstler
- Uwe Piontek (1942–1998), Fußballfunktionär
- Günter Pötschke (1929–2006), Journalist; Generaldirektor des Allgemeinen Deutschen Nachrichtendienstes (ADN)
- Denis Poncet (1948–2014), Filmproduzent und Oscar-Preisträger
- Wilhelm Graf von Pourtáles (1815–1889), Diplomat und Kunstsammler
- Otto Prokop (1921–2009), Pathologe und Gerichtsmediziner
- Eduard Puls (1840–1909), Kunstschmied (Familiengrabstätte)

R
- Johannes Rau (1931–2006), 8. Bundespräsident
- Christian Daniel Rauch (1777–1857), Bildhauer
- Eberhard Rebling (1911–2008), Pianist, Musik- und Tanzwissenschaftler
- Hans José Rehfisch (1891–1960), Dramatiker
- Hans-Peter Reinecke (1941–2005), Schauspieler
- Ralf Reitel (1951–1987), Theaterschauspieler
- Wolfgang Rennert (1922–2012), Dirigent
- Hanna Rieger (1921–1985), Schauspielerin
- Günter Rimkus (1928–2015), Dramaturg; Intendant der Deutschen Staatsoper Berlin
- Henning Rischbieter (1927–2013), Theaterwissenschaftler und -kritiker
- Michael Ruetz (1940–2024), Fotograf
- Carl Friedrich Rungenhagen (1778–1851), Komponist, Direktor der Sing-Akademie zu Berlin

S

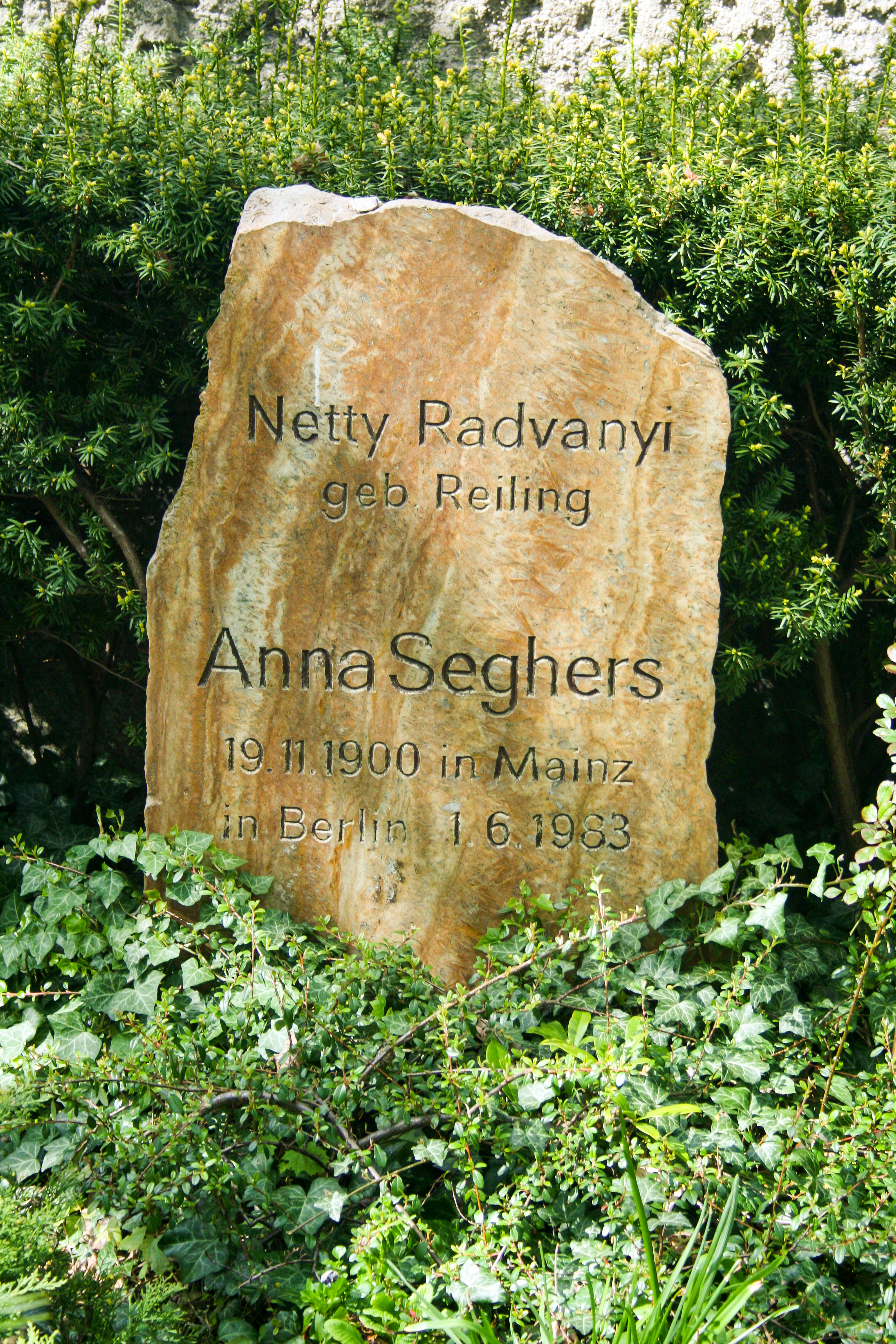
Grabstein für Anna Seghers

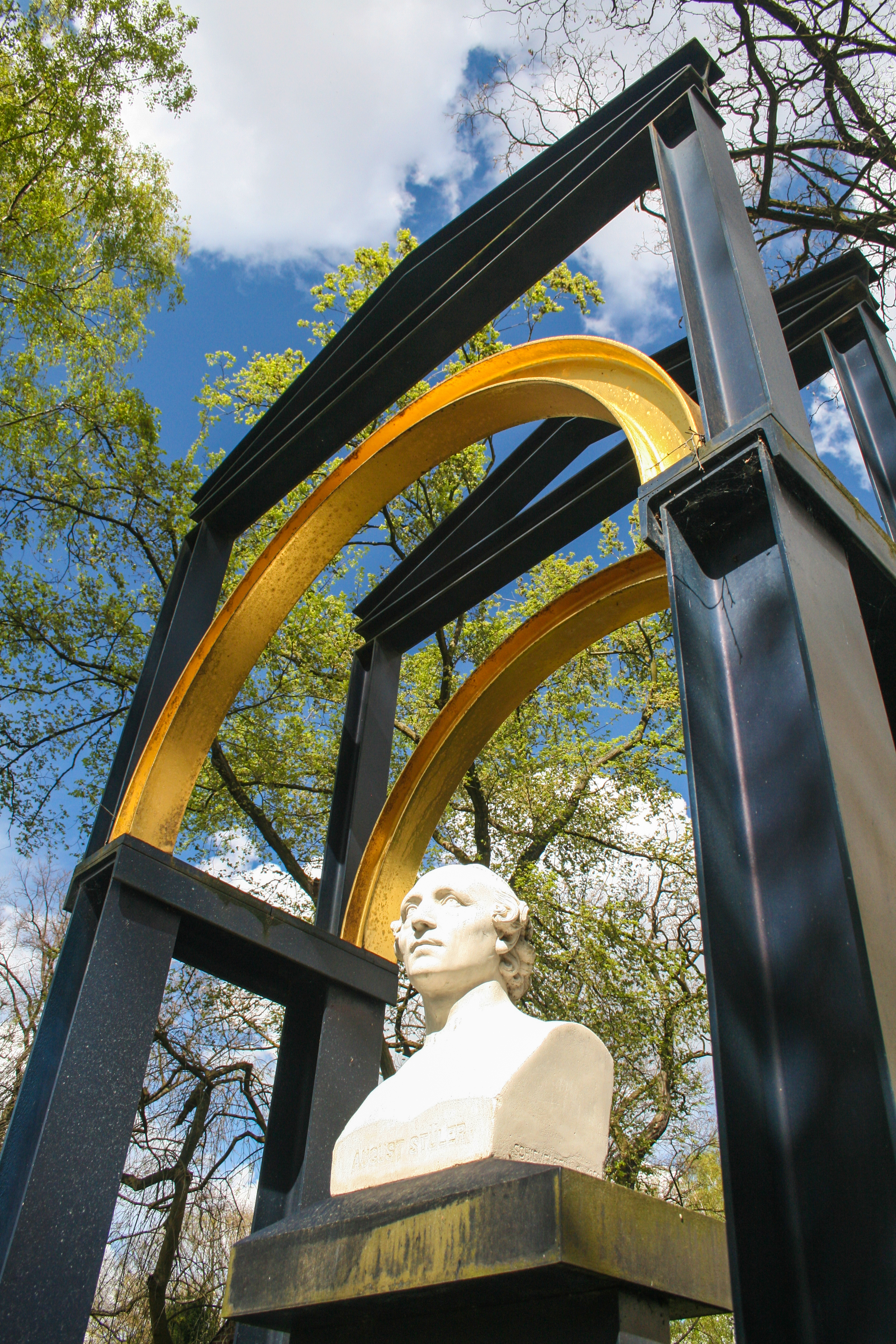
Grab von Friedrich August Stüler

- Horst Sagert (1934–2014), Theaterregisseur, Bühnen- und Kostümbildner und Medailleur
- Herbert Sandberg (1908–1991), Grafiker und Karikaturist
- Otto Sander (1941–2013), Schauspieler
- Joachim Sauter (1959–2021), Medienkünstler
- Albert Dietrich Schadow (1797–1869), Architekt
- Felix Schadow Maler, Sohn von Henriette und Johann Gottfried Schadow
- Henriette Schadow (1784–1832), Sängerin/Mitglied der Berliner Singakademie
- Johann Gottfried Schadow (1764–1850), Bildhauer und Grafiker
- Ekkehard Schall (1930–2005), Schauspieler
- Horst Schättle (1939–2020), Journalist, von (1998–2003) Intendant des Senders Freies Berlin (SFB)
- Maximilian Scheer (1896–1978), Journalist
- Friedrich Schenker (1942–2013), Komponist
- Hermann Schievelbein (1817–1867), Bildhauer
- Karl Friedrich Schinkel (1781–1841), Architekt
- Wilhelmine Schirmer-Pröscher (1889–1992), Politikerin
- Walter Schmidinger (1933–2013), Schauspieler
- Johann Lorenz Schmidt (László Radványi) (1900–1978), Soziologe und Wirtschaftswissenschaftler
- Michael Schmidt (1945–2014), Fotograf
- Tomas Schmit (1943–2006), Aktions- und Konzeptkünstler
- Johannes Schulze (1786–1869), Philologe
- Ernst Schumacher (1921–2012), Theaterwissenschaftler
- Willi Schwabe (1915–1991), Schauspieler und Moderator
- Louis Schwartzkopff (1825–1892), Maschinenfabrikant (Lokomotivbau)
- Anna Seghers (1900–1983), Schriftstellerin
- Elizabeth Shaw (1920–1992), Zeichnerin, Autorin
- Hans Ludwig Sierks (1877–1945), Bauingenieur und Widerstandskämpfer
- Günther Simon (1925–1972), Schauspieler
- Daisy Spies (1905–2000), Tänzerin
- Leo Spies (1899–1965), Komponist
- Max Spitta (1842–1902), Baumeister
- Wolfgang Steinitz (1905–1967), Sprachwissenschaftler
- Dietrich Stobbe (1938–2011), Regierender Bürgermeister von Berlin (Ehrengrab)
- Johann Heinrich Strack (1805–1880), Architekt
- Rudi Strahl (1931–2001), Schriftsteller
- Hermann Stremme (1879–1961), Bodenkundler
- Friedrich August Stüler (1800–1865), Architekt
- Gottfried Wilhelm Stüler (1798–1838), Mediziner, Homöopath, Bruder des Architekten F. A. Stüler
- Philippine Stüler, geb. von Mieg (1784–1862), Erzieherin
- Otmar Suitner (1922–2010), Dirigent

T–Z

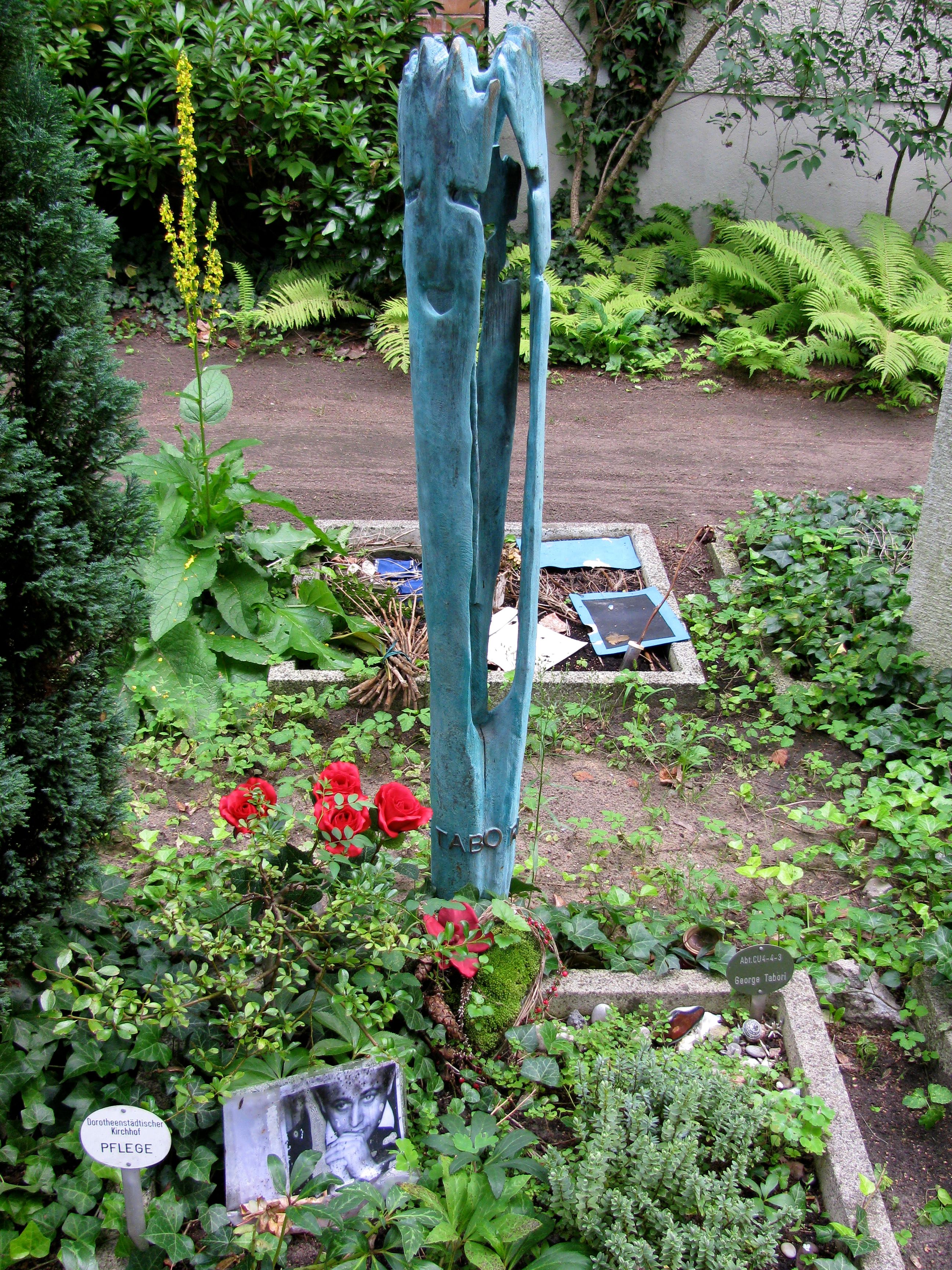
Grab von George Tabori

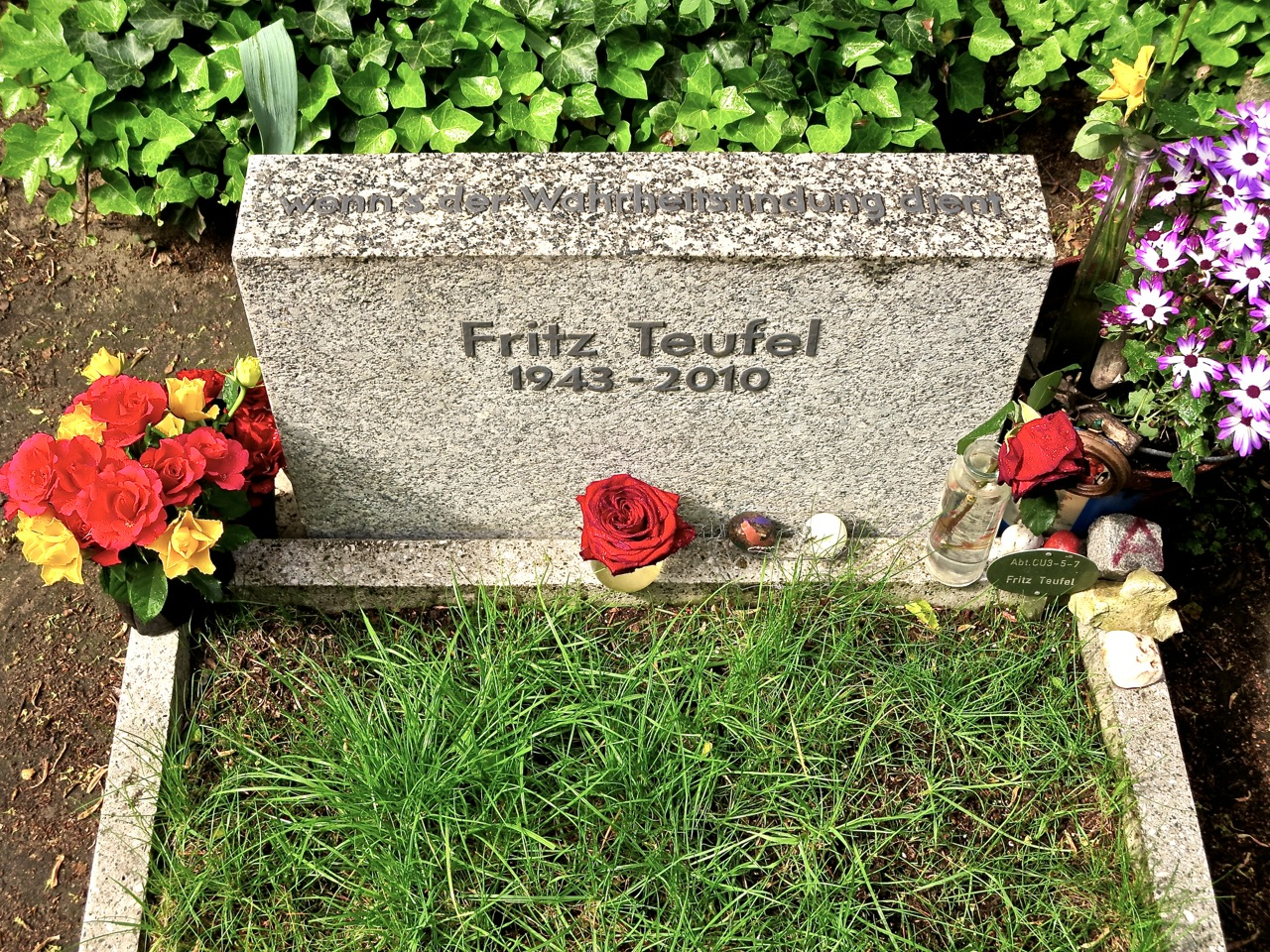
Grab von Fritz Teufel

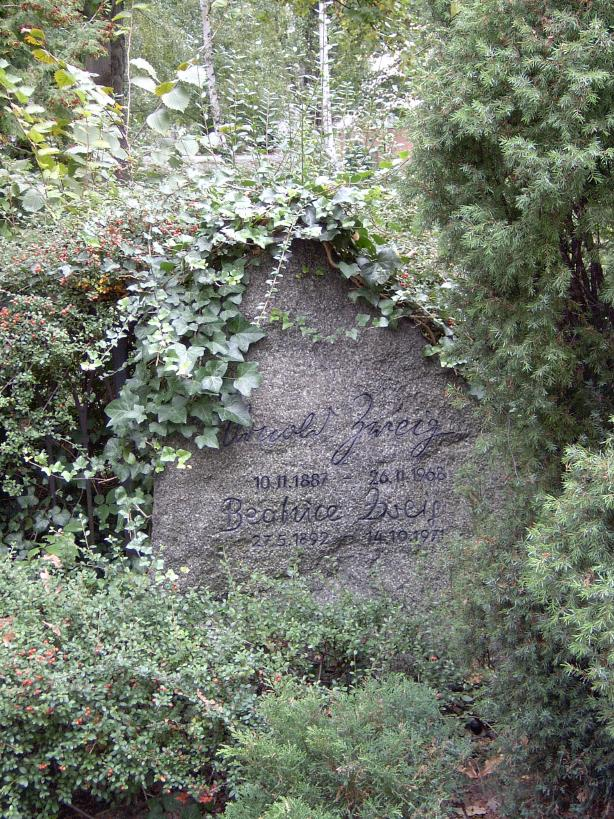
Grabstein für Beatrice und Arnold Zweig

- George Tabori (1914–2007), Theaterregisseur und Autor
- Lissy Tempelhof (1929–2017), Schauspielerin
- Fritz Teufel (1943–2010), politischer Aktivist, Mitglied der Kommune I und der Bewegung 2. Juni
- Hans Teuscher (1937–2015), Schauspieler
- Hilmar Thate (1931–2016), Schauspieler
- Anna Dorothea Therbusch (1721–1782), Malerin
- Johannes Tralow (1882–1968), Schriftsteller
- Herbert Tucholski (1896–1984), Grafiker
- Bodo Uhse (1904–1963), Schriftsteller
- Dietrich Unkrodt (1934–2006), Tubist und Kontrabassist
- Maxim Vallentin (1904–1987), Schauspieler und Regisseur
- Rudolf Wagner-Régeny (1903–1969), Komponist
- Hans Wall (1942–2019), Unternehmer und Mäzen
- Karoline Friederike von Waldenburg (1781–1844), preußische Adlige
- Friedel von Wangenheim (1939–2001), Schauspieler, Autor
- Helene Weigel (1900–1971), Schauspielerin
- Hermann Wentzel (1820–1889), Architekt
- Maria Elisabeth Wentzel-Heckmann (1833–1914), Stifterin/Mäzenin
- Christa Wolf (1929–2011), Schriftstellerin
- Arno Wyzniewski (1938–1997), Schauspieler
- Charlotte Zeidler (1814–1896), Pianistin und Klavierlehrerin
- Hedda Zinner (1905–1994), Schriftstellerin
- Arnold Zweig (1887–1968), Dichter

## Sonstiges
Führungen und Veranstaltungen beschäftigen sich mit der Geschichte und der Gegenwart des Friedhofes.